# Torneo Clausura 2020 de Segunda División de Costa Rica
El Torneo Clausura 2020 fue la edición 87.° del campeonato de liga de la Segunda División del fútbol costarricense, con el que concluyó la temporada 2019-20.
A mediados del campeonato, durante el mes de marzo, se produjo un brote del coronavirus-2 del síndrome respiratorio agudo grave, una pandemia global vírica que llegó a América desde Asia.
A medida que diferentes países americanos fueron registrando casos de contagio y fallecimientos, los organismos deportivos comenzaron a tomar conciencia del problema. La jornada 12, disputada entre el 7 y el 8 de marzo, fue la última fecha del campeonato disputada con normalidad. A partir de la siguiente jornada se anunció que los partidos se jugarían a puerta cerrada para evitar el avance de la pandemia. Sin embargo, solo llegó a disputarse una jornada sin público ya que el 17 de marzo fue dado a conocer la suspensión del fútbol por petición de la Federación Costarricense de Fútbol ante las autoridades del Gobierno. A la espera de nuevos acontecimientos, la interrupción se prolongó por dos meses hasta que el 11 de mayo se dio el aval de continuar con el torneo. Se reanudó a partir del 23 de mayo con la serie final, cancelando las últimas cinco fechas de la fase regular y utilizando a los equipos que estaban en zona de clasificación. Solamente dos estadios fueron aprobados en esta etapa. También se desarrolló la serie por la permanencia entre los dos últimos lugares de la tabla acumulada.
El equipo Escazuceña se proclamó campeón del Clausura tras vencer a Sporting en las finales. Estos dos clubes se volvieron a enfrentar por la serie de ascenso, dado que Sporting se había hecho con el título del Apertura. El conjunto de Sporting venció y alcanzó su primer cetro de la categoría, asimismo ascendió a la Primera División para la siguiente temporada.

## Sistema de competición
El torneo del Liga de Ascenso, está conformado en dos partes:
- Fase de clasificación: Se integra por las 18 jornadas del torneo.
- Fase final: Se integra por los partidos de cuartos de final, semifinal y final.

### Fase de clasificación
En la fase de clasificación se observará el sistema de puntos. La ubicación en la tabla general está sujeta a lo siguiente:
- Por juego ganado se obtendrán tres puntos.
- Por juego empatado se obtendrá un punto.
- Por juego perdido no se otorgan puntos.

En esta fase participan los 18 clubes de la Liga de Ascenso jugando en cada torneo 18 jornadas respectivas, a visita recíproca según el grupo que pertenece.
El orden de los clubes al final de la fase de calificación del torneo corresponderá a la suma de los puntos obtenidos por cada uno de ellos y se presentará en forma descendente. Si al finalizar las 18 jornadas del torneo, dos o más clubes estuviesen empatados en puntos, su posición en la tabla general será determinada atendiendo a los siguientes criterios de desempate:
1. Mayor diferencia positiva general de goles. Este resultado se obtiene mediante la sumatoria de los goles anotados a todos los rivales, en cada campeonato menos los goles recibidos de estos.
2. Mayor cantidad de goles a favor, anotados a todos los rivales dentro de la misma competencia.
3. Mejor puntuación particular que hayan conseguido en las confrontaciones particulares entre ellos mismos.
4. Mayor diferencia positiva particular de goles, la cual se obtiene sumando los goles de los equipos empatados y restándole los goles recibidos.
5. Mayor cantidad de goles a favor que hayan conseguido en las confrontaciones entre ellos mismos.
6. Como última alternativa, el comité de competición realizaría un sorteo para el desempate.

### Fase final
Los ocho clubes calificados para esta fase del torneo serán reubicados de acuerdo con el lugar que ocupen en la tabla general al término de la jornada 18, con el puesto del número uno al club mejor clasificado, y así hasta el número cuatro de cada grupo. Los partidos a esta fase se desarrollarán a visita, en las siguientes etapas:
- Cuartos de final
- Semifinales
- Final

Los clubes vencedores en los partidos de cuartos de final y semifinal serán aquellos que en los dos juegos anoten el mayor número de goles. De existir empate en el número de goles anotados, se observará la posición de los clubes en la tabla general de clasificación.
El club vencedor de la final y por lo tanto campeón, será aquel que en los dos partidos anote el mayor número de goles. Si al término del tiempo reglamentario el partido está empatado, se agregarán dos tiempos extras de 15 minutos cada uno. De persistir el empate en estos periodos, se procederá a lanzar tiros penales hasta que resulte un vencedor.
Los partidos de cuartos de final se jugarán de la siguiente manera:
En las semifinales participarán los cuatro clubes vencedores de cuartos de final, enfrentándose:
Disputarán el título de campeón del Torneo de Apertura, los dos clubes vencedores de la fase semifinal correspondiente, reubicándolos del uno al dos, de acuerdo a su mejor posición en la tabla general de clasificación.

## Equipos participantes

### Información de los equipos
| Club               | Entrenador                      | Ciudad                  | Estadio                    | Capacidad | Fundación      | Socio de TV |
| ------------------ | ------------------------------- | ----------------------- | -------------------------- | --------- | -------------- | ----------- |
| Barrio México      | Mauricio Wright                 | Barrio México, San José | Ernesto Rohrmoser          | 3 000     | 1948 (72 años) |             |
| Carmelita          | Vinicio Alvarado                | Alajuela                | Rafael Bolaños             | 2 400     | 1948 (71 años) |             |
| COFUTPA            | Rolando Araya                   | Palmares, Alajuela      | "Palmareño" Solís          | 4 000     | 2012 (8 años)  |             |
| Curridabat         | Óscar Rojas                     | Curridabat, San José    | "Lito" Monge               | 2 000     | 2016 (4 años)  |             |
| Escazuceña         | Cristian Salomón                | Escazú, San José        | Nicolás Masís              | 3 000     | 2000 (20 años) |             |
| Fútbol Consultants | Minor Díaz                      | Desamparados, San José  | "Cuty" Monge               | 5 500     | 2017 (3 años)  |             |
| Garabito           | Édgar Carvajal                  | Garabito, Puntarenas    | Municipal de Jacó          | 1 000     | 2019 (1 años)  |             |
| Golfito            | Alejandro Larrea                | Golfito, Puntarenas     | Polideportivo de Río Claro | 1 000     | 2011 (9 años)  |             |
| Guanacasteca       | Randall Chacón                  | Nicoya, Guanacaste      | Chorotega                  | 4 000     | 1973 (47 años) |             |
| Liberia            | Miguel Ulecia                   | Liberia, Guanacaste     | Edgardo Baltodano          | 5 797     | 1977 (43 años) |             |
| Puntarenas         | Roberto Wong                    | Puntarenas              | "Lito" Pérez               | 4 105     | 2004 (15 años) |             |
| Rosario            | Marcelo Bruno Rodolfo Rodríguez | Naranjo, Alajuela       | Municipal de Naranjo       | 3 000     | 2016 (4 años)  |             |
| San Ramón          | Rolando Villalobos              | San Ramón, Alajuela     | Guillermo Vargas           | 2 500     | 2013 (6 años)  |             |
| Santa Ana          | Kenneth Barrantes               | Santa Ana, San José     | Piedades                   | 2 000     | 1993 (27 años) |             |
| Santa Rosa         | Hernán Fernando Sosa            | Guanacaste              | Santa Cruz                 | 2 000     | 2004 (16 años) |             |
| Sporting           | Randall Row                     | Pavas, San José         | Ernesto Rohrmoser          | 3 000     | 2016 (3 años)  |             |
| Turrialba          | Walter Solano                   | Turrialba, Cartago      | Rafael Camacho             | 4 500     | 1940 (79 años) |             |
| Uruguay            | Julio Méndez                    | Coronado, San José      | El Labrador                | 2 500     | 1936 (84 años) |             |

Datos actualizados al 4 de marzo de 2020.

#### Cambios de entrenadores
| Equipo        | Entrenador (Jornadas)               | Fecha de vacante | Tipo de despido           | Posición en la tabla | Entrenador entrante               | Fecha de nombramiento |
| ------------- | ----------------------------------- | ---------------- | ------------------------- | -------------------- | --------------------------------- | --------------------- |
| Uruguay       | Carlos Watson (Pretemporada)        | 3 de diciembre   | Firmado por la Fedefútbol | Pretemporada         | Julio Méndez                      | 4 de diciembre        |
| Carmelita     | Fernando Palomeque (Pretemporada)   | 4 de diciembre   | Firmado por Grecia        | Pretemporada         | Vinicio Alvarado                  | 5 de diciembre        |
| Rosario       | Rodolfo Rodríguez (Pretemporada)    | 12 de diciembre  | Rescisión de contrato     | Pretemporada         | Kenneth Barrantes                 | 14 de diciembre       |
| Rosario       | Kenneth Barrantes (1 - 5)           | 3 de febrero     | Rescisión de contrato     | 5°                   | Marcelo Bruno y Rodolfo Rodríguez | 3 de febrero          |
| Santa Ana     | César Eduardo Méndez (Pretemporada) | 17 de diciembre  | Firmado por Suchitepéquez | Pretemporada         | Alfredo Morales                   | 28 de diciembre       |
| Santa Ana     | Alfredo Morales (1 - 9)             | 25 de febrero    | Rescisión de contrato     | 7°                   | Kenneth Barrantes                 | 25 de febrero         |
| Barrio México | Alfredo Morales (Pretemporada)      | 28 de diciembre  | Rescisión de contrato     | Pretemporada         | Óscar Rojas                       | 31 de diciembre       |
| Barrio México | Óscar Rojas (1 - 5)                 | 3 de febrero     | Rescisión de contrato     | 2°                   | Mauricio Wright                   | 4 de febrero          |
| Puntarenas    | Jewisson Bennett (Pretemporada)     | 3 de enero       | Rescisión de contrato     | Pretemporada         | Marvin Solano                     | 3 de enero            |
| Puntarenas    | Marvin Solano (1 - 4)               | 28 de enero      | Firmado por La U          | 1°                   | Roberto Wong                      | 28 de enero           |
| Santa Rosa    | Mauricio Guevara (1 - 3)            | 23 de enero      | Rescisión de contrato     | 8°                   | Glen Blanco Evans                 | 23 de enero           |
| Santa Rosa    | Glen Blanco Evans (4 - 9)           | 25 de febrero    | Rescisión de contrato     | 9°                   | Hernán Fernando Sosa              | 25 de febrero         |
| Curridabat    | Édgar Carvajal (1 - 5)              | 4 de febrero     | Rescisión de contrato     | 9°                   | Óscar Rojas                       | 4 de febrero          |
| Garabito      | Gustavo Martínez (1 - 5)            | 5 de febrero     | Rescisión de contrato     | 8°                   | Édgar Carvajal                    | 6 de febrero          |
| Liberia       | Hernán Carlisi (1 - 5)              | 7 de febrero     | Rescisión de contrato     | 9°                   | Gabriel Patat                     | 7 de febrero          |
| Liberia       | Gabriel Patat (6)                   | 10 de febrero    | Fin del interinato        | 9°                   | Miguel Ulecia                     | 10 de febrero         |

### Equipos por provincia
Para la temporada 2019-20, la provincia costarricense con más equipos en la Liga de Ascenso es San José con siete.
| Uruguay Escazuceña Carmelita San Ramón Turrialba Puntarenas Liberia Consultants Guanacasteca Garabito Barrio México Sporting Golfito Palmares Rosario Curridabat Santa Ana Santa Rosa |

| Provincia  | N.º | Equipos                                                                                  |
| ---------- | --- | ---------------------------------------------------------------------------------------- |
| San José   | 7   | Barrio México, Curridabat, Escazuceña, Fútbol Consultants, Santa Ana, Sporting y Uruguay |
| Alajuela   | 4   | Carmelita, COFUTPA, Rosario y San Ramón                                                  |
| Guanacaste | 3   | Guanacasteca, Liberia y Santa Rosa                                                       |
| Puntarenas | 3   | Garabito, Golfito y Puntarenas                                                           |
| Cartago    | 1   | Turrialba                                                                                |

## Fase de clasificación

### Tabla de posiciones

#### Grupo A
| Pos. | Equipo              | Pts. | PJ | G | E | P | GF | GC | Dif. | Clasificación Clausura 2020  |
| ---- | ------------------- | ---- | -- | - | - | - | -- | -- | ---- | ---------------------------- |
| 1    | Puntarenas F. C.    | 22   | 12 | 6 | 4 | 2 | 19 | 10 | +9   | Clasifica a cuartos de final |
| 2    | A. D. Guanacasteca  | 21   | 11 | 6 | 3 | 2 | 18 | 13 | +5   | Clasifica a cuartos de final |
| 3    | A. D. Barrio México | 18   | 11 | 4 | 6 | 1 | 20 | 13 | +7   | Clasifica a cuartos de final |
| 4    | A. D. Carmelita     | 17   | 12 | 4 | 5 | 3 | 14 | 16 | −2   | Clasifica a cuartos de final |
| 5    | Municipal San Ramón | 16   | 12 | 3 | 7 | 2 | 23 | 19 | +4   |                              |
| 6    | A. D. COFUTPA       | 16   | 12 | 4 | 4 | 4 | 10 | 11 | −1   |                              |
| 7    | A. D. Rosario       | 11   | 12 | 2 | 5 | 5 | 12 | 17 | −5   |                              |
| 8    | A. D. Santa Rosa    | 7    | 11 | 0 | 7 | 4 | 11 | 16 | −5   |                              |
| 9    | Municipal Liberia   | 6    | 11 | 1 | 3 | 7 | 11 | 23 | −12  | Último lugar                 |

Actualizado a los partidos jugados el 15 de marzo de 2020.
 Fuente: Liga de Ascenso

#### Grupo B
| Pos. | Equipo                    | Pts. | PJ | G | E | P | GF | GC | Dif. | Clasificación Clausura 2020  |
| ---- | ------------------------- | ---- | -- | - | - | - | -- | -- | ---- | ---------------------------- |
| 1    | Sporting F. C.            | 23   | 12 | 7 | 2 | 3 | 19 | 13 | +6   | Clasifica a cuartos de final |
| 2    | A. D. Juventud Escazuceña | 21   | 11 | 6 | 3 | 2 | 17 | 12 | +5   | Clasifica a cuartos de final |
| 3    | C. S. Uruguay de Coronado | 19   | 11 | 5 | 4 | 2 | 17 | 11 | +6   | Clasifica a cuartos de final |
| 4    | Fútbol Consultants        | 19   | 12 | 6 | 1 | 5 | 21 | 20 | +1   | Clasifica a cuartos de final |
| 5    | Municipal Santa Ana       | 15   | 11 | 4 | 3 | 4 | 24 | 22 | +2   |                              |
| 6    | Municipal Turrialba       | 14   | 11 | 4 | 2 | 5 | 15 | 15 | 0    |                              |
| 7    | Puerto Golfito F. C.      | 12   | 12 | 3 | 3 | 6 | 14 | 16 | −2   |                              |
| 8    | Municipal Garabito        | 11   | 12 | 1 | 8 | 3 | 8  | 11 | −3   |                              |
| 9    | Curridabat F. C.          | 6    | 12 | 0 | 6 | 6 | 11 | 26 | −15  | Último lugar                 |

Actualizado a los partidos jugados el 15 de marzo de 2020.
 Fuente: Liga de Ascenso

### Tabla acumulada de la temporada
| Pos. | Equipo                    | Pts. | PJ | G  | E  | P  | GF | GC | Dif. | Clasificación Temporada 2019-20 |
| ---- | ------------------------- | ---- | -- | -- | -- | -- | -- | -- | ---- | ------------------------------- |
| 1    | A. D. Juventud Escazuceña | 54   | 27 | 16 | 6  | 5  | 49 | 30 | +19  |                                 |
| 2    | Sporting F. C.            | 53   | 28 | 16 | 5  | 7  | 47 | 30 | +17  | Asciende a la Primera División  |
| 3    | A. D. Carmelita           | 48   | 28 | 13 | 9  | 6  | 51 | 36 | +15  |                                 |
| 4    | A. D. Barrio México       | 45   | 27 | 12 | 9  | 6  | 48 | 32 | +16  |                                 |
| 5    | C. S. Uruguay de Coronado | 43   | 27 | 12 | 7  | 8  | 39 | 35 | +4   |                                 |
| 6    | A. D. COFUTPA             | 42   | 28 | 11 | 9  | 8  | 39 | 35 | +4   |                                 |
| 7    | A. D. Guanacasteca        | 40   | 27 | 11 | 7  | 9  | 40 | 42 | −2   |                                 |
| 8    | Puntarenas F. C.          | 39   | 28 | 10 | 9  | 9  | 43 | 32 | +11  |                                 |
| 9    | Puerto Golfito F. C.      | 38   | 28 | 10 | 8  | 10 | 39 | 32 | +7   |                                 |
| 10   | A. D. Rosario             | 38   | 28 | 10 | 8  | 10 | 37 | 38 | −1   |                                 |
| 11   | Municipal Garabito        | 37   | 28 | 8  | 13 | 7  | 27 | 29 | −2   |                                 |
| 12   | Municipal Santa Ana       | 34   | 27 | 9  | 7  | 11 | 46 | 53 | −7   |                                 |
| 13   | Municipal San Ramón       | 32   | 28 | 8  | 8  | 12 | 44 | 59 | −15  |                                 |
| 14   | Fútbol Consultants        | 31   | 28 | 8  | 7  | 13 | 39 | 46 | −7   |                                 |
| 15   | Municipal Liberia         | 27   | 27 | 6  | 9  | 12 | 30 | 43 | −13  |                                 |
| 16   | Municipal Turrialba       | 25   | 27 | 7  | 4  | 16 | 30 | 43 | −13  |                                 |
| 17   | Curridabat F. C.          | 24   | 28 | 5  | 9  | 14 | 40 | 58 | −18  | Promoción por la permanencia    |
| 18   | A. D. Santa Rosa          | 21   | 27 | 3  | 12 | 12 | 26 | 41 | −15  | Promoción por la permanencia    |

Actualizado a los partidos jugados el 15 de marzo de 2020.
 Fuente: Liga de Ascenso

### Evolución de la clasificación
| Equipo             | 1 | 2 | 3 | 4 | 5 | 6 | 7 | 8 | 9 | 10 | 11 | 12 | 13 | 14 | 15 | 16 | 17 | 18 |
| ------------------ | - | - | - | - | - | - | - | - | - | -- | -- | -- | -- | -- | -- | -- | -- | -- |
| Grupo A            |   |   |   |   |   |   |   |   |   |    |    |    |    |    |    |    |    |    |
| Puntarenas         | 1 | 2 | 1 | 1 | 3 | 2 | 2 | 3 | 3 | 3  | 2  | 1  | 1  |    |    |    |    |    |
| Guanacasteca       | 2 | 1 | 3 | 2 | 4 | 5 | 3 | 2 | 2 | 2  | 3  | 3  | 2  |    |    |    |    |    |
| Barrio México      | 4 | 4 | 2 | 4 | 2 | 1 | 1 | 1 | 1 | 1  | 1  | 2  | 3  |    |    |    |    |    |
| Carmelita          | 6 | 7 | 5 | 3 | 1 | 3 | 4 | 5 | 5 | 4  | 5  | 5  | 4  |    |    |    |    |    |
| San Ramón          | 3 | 5 | 7 | 7 | 7 | 4 | 6 | 6 | 6 | 6  | 6  | 6  | 5  |    |    |    |    |    |
| COFUTPA            | 8 | 3 | 4 | 5 | 6 | 7 | 5 | 4 | 4 | 5  | 4  | 4  | 6  |    |    |    |    |    |
| Rosario            | 5 | 6 | 6 | 6 | 5 | 6 | 7 | 7 | 7 | 7  | 7  | 7  | 7  |    |    |    |    |    |
| Santa Rosa         | 9 | 8 | 8 | 9 | 8 | 8 | 8 | 9 | 9 | 9  | 9  | 8  | 8  |    |    |    |    |    |
| Liberia            | 7 | 9 | 9 | 8 | 9 | 9 | 9 | 8 | 8 | 8  | 8  | 9  | 9  |    |    |    |    |    |
| Grupo B            |   |   |   |   |   |   |   |   |   |    |    |    |    |    |    |    |    |    |
| Sporting           | 1 | 1 | 1 | 1 | 1 | 2 | 3 | 2 | 3 | 4  | 3  | 4  | 1  |    |    |    |    |    |
| Escazuceña         | 3 | 3 | 4 | 2 | 2 | 3 | 2 | 4 | 1 | 3  | 2  | 3  | 2  |    |    |    |    |    |
| Uruguay            | 4 | 6 | 6 | 7 | 5 | 5 | 5 | 5 | 2 | 1  | 4  | 1  | 3  |    |    |    |    |    |
| Fútbol Consultants | 9 | 5 | 5 | 3 | 4 | 4 | 4 | 3 | 5 | 2  | 1  | 2  | 4  |    |    |    |    |    |
| Santa Ana          | 7 | 8 | 8 | 8 | 7 | 6 | 7 | 7 | 7 | 8  | 7  | 6  | 5  |    |    |    |    |    |
| Turrialba          | 2 | 4 | 2 | 4 | 3 | 1 | 1 | 1 | 4 | 5  | 5  | 5  | 6  |    |    |    |    |    |
| Golfito            | 6 | 2 | 3 | 5 | 6 | 7 | 6 | 6 | 6 | 6  | 6  | 7  | 7  |    |    |    |    |    |
| Garabito           | 5 | 7 | 7 | 6 | 8 | 8 | 8 | 8 | 8 | 7  | 8  | 8  | 8  |    |    |    |    |    |
| Curridabat         | 8 | 9 | 9 | 9 | 9 | 9 | 9 | 9 | 9 | 9  | 9  | 9  | 9  |    |    |    |    |    |

### Jornadas
- Los horarios son correspondientes al tiempo de Costa Rica (UTC-6).
- El calendario de los partidos se dio a conocer el 3 de enero de 2020.
- El 12 de mayo, la liga decidió dar por terminada las cinco fechas restantes y definieron los clasificados a la otra ronda según su posición en la tabla.[37]

#### Grupo A
| Jornada 1                       | Jornada 1 | Jornada 1           | Jornada 1            | Jornada 1   | Jornada 1 | Jornada 1   |
| Local                           | Resultado | Visitante           | Estadio              | Fecha       | Hora      | Transmisión |
| ------------------------------- | --------- | ------------------- | -------------------- | ----------- | --------- | ----------- |
| A. D. Rosario                   | 0 - 0     | A. D. Carmelita     | Municipal de Naranjo | 11 de enero | 15:00     |             |
| A. D. Santa Rosa                | 0 - 1     | A. D. Guanacasteca  | Santa Rosa           | 12 de enero | 14:00     |             |
| A. D. Barrio México             | 3 - 3     | Municipal San Ramón | Ernesto Rohrmoser    | 12 de enero | 15:00     |             |
| Puntarenas F. C.                | 1 - 0     | A. D. COFUTPA       | "Lito" Pérez         | 12 de enero | 17:00     |             |
| Equipo libre: Municipal Liberia |           |                     |                      |             |           |             |
| Total de goles: 8               |           |                     |                      |             |           |             |

| Jornada 2                      | Jornada 2 | Jornada 2           | Jornada 2         | Jornada 2   | Jornada 2 | Jornada 2   |
| Local                          | Resultado | Visitante           | Estadio           | Fecha       | Hora      | Transmisión |
| ------------------------------ | --------- | ------------------- | ----------------- | ----------- | --------- | ----------- |
| Municipal San Ramón            | 1 - 1     | A. D. Rosario       | Guillermo Vargas  | 19 de enero | 11:00     |             |
| A. D. Guanacasteca             | 3 - 3     | A. D. Barrio México | Santa Rosa        | 19 de enero | 14:00     |             |
| A. D. Carmelita                | 0 - 0     | Puntarenas F. C.    | Piedades          | 19 de enero | 15:00     |             |
| A. D. COFUTPA                  | 2 - 0     | Municipal Liberia   | "Palmareño" Solís | 19 de enero | 15:00     |             |
| Equipo libre: A. D. Santa Rosa |           |                     |                   |             |           |             |
| Total de goles: 10             |           |                     |                   |             |           |             |

| Jornada 3                        | Jornada 3 | Jornada 3           | Jornada 3         | Jornada 3   | Jornada 3 | Jornada 3   |
| Local                            | Resultado | Visitante           | Estadio           | Fecha       | Hora      | Transmisión |
| -------------------------------- | --------- | ------------------- | ----------------- | ----------- | --------- | ----------- |
| A. D. Barrio México              | 1 - 0     | A. D. Rosario       | Ernesto Rohrmoser | 22 de enero | 13:00     |             |
| A. D. Santa Rosa                 | 1 - 1     | A. D. COFUTPA       | Santa Rosa        | 22 de enero | 15:00     |             |
| Municipal Liberia                | 1 - 1     | A. D. Carmelita     | Edgardo Baltodano | 22 de enero | 20:00     |             |
| Puntarenas F. C.                 | 2 - 0     | Municipal San Ramón | "Lito" Pérez      | 23 de enero | 20:00     |             |
| Equipo libre: A. D. Guanacasteca |           |                     |                   |             |           |             |
| Total de goles: 7                |           |                     |                   |             |           |             |

| Jornada 4                         | Jornada 4 | Jornada 4          | Jornada 4            | Jornada 4   | Jornada 4 | Jornada 4   |
| Local                             | Resultado | Visitante          | Estadio              | Fecha       | Hora      | Transmisión |
| --------------------------------- | --------- | ------------------ | -------------------- | ----------- | --------- | ----------- |
| A. D. Rosario                     | 2 - 2     | Puntarenas F. C.   | Municipal de Naranjo | 25 de enero | 15:00     |             |
| Municipal San Ramón               | 1 - 1     | Municipal Liberia  | Guillermo Vargas     | 26 de enero | 11:00     |             |
| A. D. COFUTPA                     | 1 - 3     | A. D. Guanacasteca | "Palmareño" Solís    | 26 de enero | 12:00     |             |
| A. D. Carmelita                   | 3 - 2     | A. D. Santa Rosa   | Rafael Bolaños       | 26 de enero | 15:00     |             |
| Equipo libre: A. D. Barrio México |           |                    |                      |             |           |             |
| Total de goles: 15                |           |                    |                      |             |           |             |

| Jornada 5                   | Jornada 5 | Jornada 5           | Jornada 5         | Jornada 5   | Jornada 5 | Jornada 5   |
| Local                       | Resultado | Visitante           | Estadio           | Fecha       | Hora      | Transmisión |
| --------------------------- | --------- | ------------------- | ----------------- | ----------- | --------- | ----------- |
| A. D. Barrio México         | 2 - 1     | Puntarenas F. C.    | Ernesto Rohrmoser | 31 de enero | 13:00     |             |
| A. D. Guanacasteca          | 0 - 1     | A. D. Carmelita     | Chorotega         | 31 de enero | 14:00     |             |
| A. D. Santa Rosa            | 3 - 3     | Municipal San Ramón | Santa Rosa        | 31 de enero | 15:00     |             |
| Municipal Liberia           | 3 - 4     | A. D. Rosario       | Edgardo Baltodano | 31 de enero | 20:00     |             |
| Equipo libre: A. D. COFUTPA |           |                     |                   |             |           |             |
| Total de goles: 17          |           |                     |                   |             |           |             |

| Jornada 6                     | Jornada 6 | Jornada 6           | Jornada 6            | Jornada 6    | Jornada 6 | Jornada 6   |
| Local                         | Resultado | Visitante           | Estadio              | Fecha        | Hora      | Transmisión |
| ----------------------------- | --------- | ------------------- | -------------------- | ------------ | --------- | ----------- |
| A. D. Rosario                 | 1 - 1     | A. D. Santa Rosa    | Municipal de Naranjo | 8 de febrero | 15:00     |             |
| Puntarenas F. C.              | 2 - 2     | Municipal Liberia   | "Lito" Pérez         | 8 de febrero | 19:30     |             |
| Municipal San Ramón           | 4 - 2     | A. D. Guanacasteca  | Guillermo Vargas     | 9 de febrero | 11:00     |             |
| A. D. COFUTPA                 | 0 - 0     | A. D. Barrio México | "Palmareño" Solís    | 9 de febrero | 13:30     |             |
| Equipo libre: A. D. Carmelita |           |                     |                      |              |           |             |
| Total de goles: 12            |           |                     |                      |              |           |             |

| Jornada 7                         | Jornada 7 | Jornada 7         | Jornada 7         | Jornada 7     | Jornada 7 | Jornada 7   |
| Local                             | Resultado | Visitante         | Estadio           | Fecha         | Hora      | Transmisión |
| --------------------------------- | --------- | ----------------- | ----------------- | ------------- | --------- | ----------- |
| A. D. Santa Rosa                  | 1 - 2     | Puntarenas F. C.  | Santa Rosa        | 15 de febrero | 15:00     |             |
| A. D. Guanacasteca                | 1 - 0     | A. D. Rosario     | Chorotega         | 15 de febrero | 15:00     |             |
| A. D. Barrio México               | 4 - 0     | Municipal Liberia | ST Center         | 15 de febrero | 15:00     |             |
| A. D. COFUTPA                     | 3 - 1     | A. D. Carmelita   | "Palmareño" Solís | 16 de febrero | 14:30     |             |
| Equipo libre: Municipal San Ramón |           |                   |                   |               |           |             |
| Total de goles: 12                |           |                   |                   |               |           |             |

| Jornada 8                   | Jornada 8 | Jornada 8          | Jornada 8         | Jornada 8     | Jornada 8 | Jornada 8   |
| Local                       | Resultado | Visitante          | Estadio           | Fecha         | Hora      | Transmisión |
| --------------------------- | --------- | ------------------ | ----------------- | ------------- | --------- | ----------- |
| Municipal San Ramón         | 0 - 1     | A. D. COFUTPA      | Guillermo Vargas  | 19 de febrero | 14:00     |             |
| A. D. Barrio México         | 2 - 0     | A. D. Carmelita    | Ernesto Rohrmoser | 19 de febrero | 15:00     |             |
| Puntarenas F. C.            | 1 - 2     | A. D. Guanacasteca | "Lito" Pérez      | 19 de febrero | 18:00     |             |
| Municipal Liberia           | 2 - 0     | A. D. Santa Rosa   | Edgardo Baltodano | 19 de febrero | 20:00     |             |
| Equipo libre: A. D. Rosario |           |                    |                   |               |           |             |
| Total de goles: 8           |           |                    |                   |               |           |             |

| Jornada 9                      | Jornada 9 | Jornada 9           | Jornada 9         | Jornada 9     | Jornada 9 | Jornada 9   |
| Local                          | Resultado | Visitante           | Estadio           | Fecha         | Hora      | Transmisión |
| ------------------------------ | --------- | ------------------- | ----------------- | ------------- | --------- | ----------- |
| A. D. Santa Rosa               | 0 - 0     | A. D. Barrio México | Santa Rosa        | 23 de febrero | 12:00     |             |
| A. D. COFUTPA                  | 0 - 0     | A. D. Rosario       | "Palmareño" Solís | 23 de febrero | 14:00     |             |
| A. D. Carmelita                | 3 - 3     | Municipal San Ramón | Rafael Bolaños    | 23 de febrero | 15:00     |             |
| A. D. Guanacasteca             | 3 - 1     | Municipal Liberia   | Chorotega         | 23 de febrero | 15:00     |             |
| Equipo libre: Puntarenas F. C. |           |                     |                   |               |           |             |
| Total de goles: 10             |           |                     |                   |               |           |             |

| Jornada 10                      | Jornada 10 | Jornada 10          | Jornada 10        | Jornada 10    | Jornada 10 | Jornada 10  |
| Local                           | Resultado  | Visitante           | Estadio           | Fecha         | Hora       | Transmisión |
| ------------------------------- | ---------- | ------------------- | ----------------- | ------------- | ---------- | ----------- |
| A. D. Guanacasteca              | 1 - 1      | A. D. Santa Rosa    | Chorotega         | 29 de febrero | 15:00      |             |
| Municipal San Ramón             | 2 - 2      | A. D. Barrio México | Guillermo Vargas  | 1 de marzo    | 11:00      |             |
| A. D. COFUTPA                   | 0 - 3      | Puntarenas F. C.    | "Palmareño" Solís | 1 de marzo    | 11:00      |             |
| A. D. Carmelita                 | 1 - 0      | A. D. Rosario       | Rafael Bolaños    | 1 de marzo    | 15:00      |             |
| Equipo libre: Municipal Liberia |            |                     |                   |               |            |             |
| Total de goles: 10              |            |                     |                   |               |            |             |

| Jornada 11                     | Jornada 11 | Jornada 11          | Jornada 11           | Jornada 11 | Jornada 11 | Jornada 11  |
| Local                          | Resultado  | Visitante           | Estadio              | Fecha      | Hora       | Transmisión |
| ------------------------------ | ---------- | ------------------- | -------------------- | ---------- | ---------- | ----------- |
| A. D. Rosario                  | 1 - 3      | Municipal San Ramón | Municipal de Naranjo | 4 de marzo | 15:00      |             |
| A. D. Barrio México            | 1 - 1      | A. D. Guanacasteca  | Ernesto Rohrmoser    | 4 de marzo | 15:00      |             |
| Puntarenas F. C.               | 3 - 1      | A. D. Carmelita     | "Lito" Pérez         | 4 de marzo | 19:00      |             |
| Municipal Liberia              | 0 - 1      | A. D. COFUTPA       | Edgardo Baltodano    | 4 de marzo | 20:00      |             |
| Equipo libre: A. D. Santa Rosa |            |                     |                      |            |            |             |
| Total de goles: 11             |            |                     |                      |            |            |             |

| Jornada 12                       | Jornada 12 | Jornada 12          | Jornada 12           | Jornada 12 | Jornada 12 | Jornada 12  |
| Local                            | Resultado  | Visitante           | Estadio              | Fecha      | Hora       | Transmisión |
| -------------------------------- | ---------- | ------------------- | -------------------- | ---------- | ---------- | ----------- |
| A. D. Rosario                    | 3 - 2      | A. D. Barrio México | Municipal de Naranjo | 7 de marzo | 15:00      |             |
| Municipal San Ramón              | 0 - 0      | Puntarenas F. C.    | Guillermo Vargas     | 8 de marzo | 11:00      |             |
| A. D. COFUTPA                    | 1 - 1      | A. D. Santa Rosa    | "Palmareño" Solís    | 8 de marzo | 14:00      |             |
| A. D. Carmelita                  | 2 - 1      | Municipal Liberia   | Rafael Bolaños       | 8 de marzo | 15:00      |             |
| Equipo libre: A. D. Guanacasteca |            |                     |                      |            |            |             |
| Total de goles: 10               |            |                     |                      |            |            |             |

| Jornada 13                        | Jornada 13 | Jornada 13          | Jornada 13        | Jornada 13  | Jornada 13 | Jornada 13  |
| Local                             | Resultado  | Visitante           | Estadio           | Fecha       | Hora       | Transmisión |
| --------------------------------- | ---------- | ------------------- | ----------------- | ----------- | ---------- | ----------- |
| Puntarenas F. C.                  | 2 - 0      | A. D. Rosario       | "Lito" Pérez      | 14 de marzo | 19:00      |             |
| Municipal Liberia                 | 0 - 3      | Municipal San Ramón | Edgardo Baltodano | 15 de marzo | 11:00      |             |
| A. D. Santa Rosa                  | 1 - 1      | A. D. Carmelita     | Santa Rosa        | 15 de marzo | 12:00      |             |
| A. D. Guanacasteca                | 1 - 0      | A. D. COFUTPA       | Chorotega         | 15 de marzo | 15:00      |             |
| Equipo libre: A. D. Barrio México |            |                     |                   |             |            |             |
| Total de goles: 8                 |            |                     |                   |             |            |             |

| Jornada 14                  | Jornada 14 | Jornada 14          | Jornada 14 | Jornada 14 | Jornada 14 | Jornada 14  |
| Local                       | Resultado  | Visitante           | Estadio    | Fecha      | Hora       | Transmisión |
| --------------------------- | ---------- | ------------------- | ---------- | ---------- | ---------- | ----------- |
| A. D. Carmelita             |            | A. D. Guanacasteca  |            | Cancelado  | --:--      |             |
| Puntarenas F. C.            |            | A. D. Barrio México | --:--      | Cancelado  |            |             |
| Municipal San Ramón         |            | A. D. Santa Rosa    | --:--      | Cancelado  |            |             |
| A. D. Rosario               |            | Municipal Liberia   | --:--      | Cancelado  |            |             |
| Equipo libre: A. D. COFUTPA |            |                     |            |            |            |             |
| Total de goles:             |            |                     |            |            |            |             |

| Jornada 15                    | Jornada 15 | Jornada 15          | Jornada 15 | Jornada 15 | Jornada 15 | Jornada 15  |
| Local                         | Resultado  | Visitante           | Estadio    | Fecha      | Hora       | Transmisión |
| ----------------------------- | ---------- | ------------------- | ---------- | ---------- | ---------- | ----------- |
| A. D. Guanacasteca            |            | Municipal San Ramón |            | Cancelado  | --:--      |             |
| A. D. Santa Rosa              |            | A. D. Rosario       | --:--      | Cancelado  |            |             |
| A. D. Barrio México           |            | A. D. COFUTPA       | --:--      | Cancelado  |            |             |
| Municipal Liberia             |            | Puntarenas F. C.    | --:--      | Cancelado  |            |             |
| Equipo libre: A. D. Carmelita |            |                     |            |            |            |             |
| Total de goles:               |            |                     |            |            |            |             |

| Jornada 16                        | Jornada 16 | Jornada 16          | Jornada 16 | Jornada 16 | Jornada 16 | Jornada 16  |
| Local                             | Resultado  | Visitante           | Estadio    | Fecha      | Hora       | Transmisión |
| --------------------------------- | ---------- | ------------------- | ---------- | ---------- | ---------- | ----------- |
| A. D. Carmelita                   |            | A. D. COFUTPA       |            | Cancelado  | --:--      |             |
| Puntarenas F. C.                  |            | A. D. Santa Rosa    | --:--      | Cancelado  |            |             |
| A. D. Rosario                     |            | A. D. Guanacasteca  | --:--      | Cancelado  |            |             |
| Municipal Liberia                 |            | A. D. Barrio México | --:--      | Cancelado  |            |             |
| Equipo libre: Municipal San Ramón |            |                     |            |            |            |             |
| Total de goles:                   |            |                     |            |            |            |             |

| Jornada 17                  | Jornada 17 | Jornada 17          | Jornada 17 | Jornada 17 | Jornada 17 | Jornada 17  |
| Local                       | Resultado  | Visitante           | Estadio    | Fecha      | Hora       | Transmisión |
| --------------------------- | ---------- | ------------------- | ---------- | ---------- | ---------- | ----------- |
| A. D. Carmelita             |            | A. D. Barrio México |            | Cancelado  | --:--      |             |
| A. D. COFUTPA               |            | Municipal San Ramón | --:--      | Cancelado  |            |             |
| A. D. Guanacasteca          |            | Puntarenas F. C.    | --:--      | Cancelado  |            |             |
| A. D. Santa Rosa            |            | Municipal Liberia   | --:--      | Cancelado  |            |             |
| Equipo libre: A. D. Rosario |            |                     |            |            |            |             |
| Total de goles:             |            |                     |            |            |            |             |

| Jornada 18                     | Jornada 18 | Jornada 18         | Jornada 18 | Jornada 18 | Jornada 18 | Jornada 18  |
| Local                          | Resultado  | Visitante          | Estadio    | Fecha      | Hora       | Transmisión |
| ------------------------------ | ---------- | ------------------ | ---------- | ---------- | ---------- | ----------- |
| Municipal San Ramón            |            | A. D. Carmelita    |            | Cancelado  | --:--      |             |
| A. D. Barrio México            |            | A. D. Santa Rosa   | --:--      | Cancelado  |            |             |
| A. D. Rosario                  |            | A. D. COFUTPA      | --:--      | Cancelado  |            |             |
| Municipal Liberia              |            | A. D. Guanacasteca | --:--      | Cancelado  |            |             |
| Equipo libre: Puntarenas F. C. |            |                    |            |            |            |             |
| Total de goles:                |            |                    |            |            |            |             |

#### Grupo B
| Jornada 1                         | Jornada 1 | Jornada 1                 | Jornada 1             | Jornada 1   | Jornada 1 | Jornada 1   |
| Local                             | Resultado | Visitante                 | Estadio               | Fecha       | Hora      | Transmisión |
| --------------------------------- | --------- | ------------------------- | --------------------- | ----------- | --------- | ----------- |
| Curridabat F. C.                  | 1 - 3     | Sporting F. C.            | ST Center             | 11 de enero | 13:00     |             |
| Municipal Garabito                | 0 - 0     | Puerto Golfito F. C.      | Municipal de Garabito | 11 de enero | 15:00     |             |
| Municipal Turrialba               | 2 - 0     | Fútbol Consultants        | Rafael Camacho        | 12 de enero | 11:00     |             |
| C. S. Uruguay de Coronado         | 1 - 1     | A. D. Juventud Escazuceña | El Labrador           | 13 de enero | 19:00     |             |
| Equipo libre: Municipal Santa Ana |           |                           |                       |             |           |             |
| Total de goles: 8                 |           |                           |                       |             |           |             |

| Jornada 2                               | Jornada 2 | Jornada 2           | Jornada 2               | Jornada 2   | Jornada 2 | Jornada 2   |
| Local                                   | Resultado | Visitante           | Estadio                 | Fecha       | Hora      | Transmisión |
| --------------------------------------- | --------- | ------------------- | ----------------------- | ----------- | --------- | ----------- |
| Puerto Golfito F. C.                    | 4 - 2     | Municipal Santa Ana | Polideportivo Río Claro | 18 de enero | 11:00     |             |
| Fútbol Consultants                      | 2 - 1     | Curridabat F. C.    | ST Center               | 18 de enero | 15:00     |             |
| Sporting F. C.                          | 2 - 1     | Municipal Garabito  | Ernesto Rohrmoser       | 18 de enero | 15:00     |             |
| A. D. Juventud Escazuceña               | 2 - 1     | Municipal Turrialba | Piedades                | 19 de enero | 11:00     |             |
| Equipo libre: C. S. Uruguay de Coronado |           |                     |                         |             |           |             |
| Total de goles: 15                      |           |                     |                         |             |           |             |

| Jornada 3                               | Jornada 3 | Jornada 3            | Jornada 3             | Jornada 3   | Jornada 3 | Jornada 3   |
| Local                                   | Resultado | Visitante            | Estadio               | Fecha       | Hora      | Transmisión |
| --------------------------------------- | --------- | -------------------- | --------------------- | ----------- | --------- | ----------- |
| Municipal Turrialba                     | 3 - 0     | Curridabat F. C.     | Rafael Camacho        | 22 de enero | 11:00     |             |
| Municipal Santa Ana                     | 1 - 1     | Sporting F. C.       | Piedades              | 22 de enero | 15:00     |             |
| Municipal Garabito                      | 1 - 1     | Fútbol Consultants   | Municipal de Garabito | 22 de enero | 15:00     |             |
| C. S. Uruguay de Coronado               | 1 - 1     | Puerto Golfito F. C. | El Labrador           | 22 de enero | 19:00     |             |
| Equipo libre: A. D. Juventud Escazuceña |           |                      |                       |             |           |             |
| Total de goles: 9                       |           |                      |                       |             |           |             |

| Jornada 4                         | Jornada 4 | Jornada 4                 | Jornada 4               | Jornada 4   | Jornada 4 | Jornada 4   |
| Local                             | Resultado | Visitante                 | Estadio                 | Fecha       | Hora      | Transmisión |
| --------------------------------- | --------- | ------------------------- | ----------------------- | ----------- | --------- | ----------- |
| Curridabat F. C.                  | 0 - 0     | Municipal Garabito        | "Lito" Monge            | 25 de enero | 13:00     |             |
| Sporting F. C.                    | 2 - 1     | C. S. Uruguay de Coronado | Ernesto Rohrmoser       | 25 de enero | 15:00     |             |
| Puerto Golfito F. C.              | 0 - 1     | A. D. Juventud Escazuceña | Polideportivo Río Claro | 26 de enero | 11:00     |             |
| Fútbol Consultants                | 3 - 2     | Municipal Santa Ana       | ST Center               | 26 de enero | 15:00     |             |
| Equipo libre: Municipal Turrialba |           |                           |                         |             |           |             |
| Total de goles: 9                 |           |                           |                         |             |           |             |

| Jornada 5                          | Jornada 5 | Jornada 5          | Jornada 5      | Jornada 5   | Jornada 5 | Jornada 5   |
| Local                              | Resultado | Visitante          | Estadio        | Fecha       | Hora      | Transmisión |
| ---------------------------------- | --------- | ------------------ | -------------- | ----------- | --------- | ----------- |
| A. D. Juventud Escazuceña          | 1 - 0     | Sporting F. C.     | Piedades       | 30 de enero | 15:00     |             |
| Municipal Turrialba                | 0 - 0     | Municipal Garabito | Rafael Camacho | 31 de enero | 14:00     |             |
| Municipal Santa Ana                | 7 - 2     | Curridabat F. C.   | Piedades       | 31 de enero | 15:00     |             |
| C. S. Uruguay de Coronado          | 3 - 1     | Fútbol Consultants | El Labrador    | 31 de enero | 19:00     |             |
| Equipo libre: Puerto Golfito F. C. |           |                    |                |             |           |             |
| Total de goles: 14                 |           |                    |                |             |           |             |

| Jornada 6                    | Jornada 6 | Jornada 6                 | Jornada 6               | Jornada 6    | Jornada 6 | Jornada 6   |
| Local                        | Resultado | Visitante                 | Estadio                 | Fecha        | Hora      | Transmisión |
| ---------------------------- | --------- | ------------------------- | ----------------------- | ------------ | --------- | ----------- |
| Curridabat F. C.             | 1 - 1     | C. S. Uruguay de Coronado | "Lito" Monge            | 8 de febrero | 13:00     |             |
| Municipal Garabito           | 2 - 2     | Municipal Santa Ana       | Municipal de Garabito   | 8 de febrero | 15:00     |             |
| Fútbol Consultants           | 3 - 1     | A. D. Juventud Escazuceña | ST Center               | 8 de febrero | 15:00     |             |
| Puerto Golfito F. C.         | 0 - 1     | Municipal Turrialba       | Polideportivo Río Claro | 9 de febrero | 11:00     |             |
| Equipo libre: Sporting F. C. |           |                           |                         |              |           |             |
| Total de goles: 11           |           |                           |                         |              |           |             |

| Jornada 7                        | Jornada 7 | Jornada 7           | Jornada 7               | Jornada 7     | Jornada 7 | Jornada 7   |
| Local                            | Resultado | Visitante           | Estadio                 | Fecha         | Hora      | Transmisión |
| -------------------------------- | --------- | ------------------- | ----------------------- | ------------- | --------- | ----------- |
| Puerto Golfito F. C.             | 2 - 1     | Sporting F. C.      | Polideportivo Río Claro | 15 de febrero | 11:00     |             |
| C. S. Uruguay de Coronado        | 2 - 0     | Municipal Garabito  | El Labrador             | 15 de febrero | 19:00     |             |
| A. D. Juventud Escazuceña        | 3 - 3     | Curridabat F. C.    | Piedades                | 16 de febrero | 11:00     |             |
| Municipal Turrialba              | 2 - 1     | Municipal Santa Ana | Rafael Camacho          | 16 de febrero | 11:00     |             |
| Equipo libre: Fútbol Consultants |           |                     |                         |               |           |             |
| Total de goles: 14               |           |                     |                         |               |           |             |

| Jornada 8                      | Jornada 8 | Jornada 8                 | Jornada 8             | Jornada 8     | Jornada 8 | Jornada 8   |
| Local                          | Resultado | Visitante                 | Estadio               | Fecha         | Hora      | Transmisión |
| ------------------------------ | --------- | ------------------------- | --------------------- | ------------- | --------- | ----------- |
| Municipal Garabito             | 0 - 0     | A. D. Juventud Escazuceña | Municipal de Garabito | 19 de febrero | 14:00     |             |
| Fútbol Consultants             | 3 - 1     | Puerto Golfito F. C.      | ST Center             | 19 de febrero | 15:00     |             |
| Municipal Santa Ana            | 0 - 0     | C. S. Uruguay de Coronado | Piedades              | 19 de febrero | 15:00     |             |
| Municipal Turrialba            | 3 - 4     | Sporting F. C.            | Rafael Camacho        | 19 de febrero | 15:00     |             |
| Equipo libre: Curridabat F. C. |           |                           |                       |               |           |             |
| Total de goles: 11             |           |                           |                       |               |           |             |

| Jornada 9                        | Jornada 9 | Jornada 9           | Jornada 9               | Jornada 9     | Jornada 9 | Jornada 9   |
| Local                            | Resultado | Visitante           | Estadio                 | Fecha         | Hora      | Transmisión |
| -------------------------------- | --------- | ------------------- | ----------------------- | ------------- | --------- | ----------- |
| C. S. Uruguay de Coronado        | 3 - 1     | Municipal Turrialba | El Labrador             | 22 de febrero | 19:00     |             |
| Puerto Golfito F. C.             | 3 - 0     | Curridabat F. C.    | Polideportivo Río Claro | 23 de febrero | 11:00     |             |
| A. D. Juventud Escazuceña        | 3 - 1     | Municipal Santa Ana | Piedades                | 23 de febrero | 11:00     |             |
| Sporting F. C.                   | 2 - 0     | Fútbol Consultants  | Ernesto Rohrmoser       | 11 de marzo   | 15:00     |             |
| Equipo libre: Municipal Garabito |           |                     |                         |               |           |             |
| Total de goles: 13               |           |                     |                         |               |           |             |

| Jornada 10                        | Jornada 10 | Jornada 10                | Jornada 10              | Jornada 10    | Jornada 10 | Jornada 10  |
| Local                             | Resultado  | Visitante                 | Estadio                 | Fecha         | Hora       | Transmisión |
| --------------------------------- | ---------- | ------------------------- | ----------------------- | ------------- | ---------- | ----------- |
| Puerto Golfito F. C.              | 1 - 1      | Municipal Garabito        | Polideportivo Río Claro | 29 de febrero | 11:00      |             |
| Fútbol Consultants                | 2 - 0      | Municipal Turrialba       | ST Center               | 29 de febrero | 15:00      |             |
| Sporting F. C.                    | 0 - 0      | Curridabat F. C.          | Ernesto Rohrmoser       | 29 de febrero | 15:00      |             |
| A. D. Juventud Escazuceña         | 1 - 2      | C. S. Uruguay de Coronado | Piedades                | 1 de marzo    | 11:00      |             |
| Equipo libre: Municipal Santa Ana |            |                           |                         |               |            |             |
| Total de goles: 7                 |            |                           |                         |               |            |             |

| Jornada 11                              | Jornada 11 | Jornada 11                | Jornada 11            | Jornada 11 | Jornada 11 | Jornada 11  |
| Local                                   | Resultado  | Visitante                 | Estadio               | Fecha      | Hora       | Transmisión |
| --------------------------------------- | ---------- | ------------------------- | --------------------- | ---------- | ---------- | ----------- |
| Municipal Turrialba                     | 1 - 2      | A. D. Juventud Escazuceña | Rafael Camacho        | 4 de marzo | 14:30      |             |
| Municipal Garabito                      | 0 - 1      | Sporting F. C.            | Municipal de Garabito | 4 de marzo | 15:00      |             |
| Curridabat F. C.                        | 1 - 2      | Fútbol Consultants        | "Lito" Monge          | 4 de marzo | 15:00      |             |
| Municipal Santa Ana                     | 2 - 1      | Puerto Golfito F. C.      | Piedades              | 4 de marzo | 15:00      |             |
| Equipo libre: C. S. Uruguay de Coronado |            |                           |                       |            |            |             |
| Total de goles: 10                      |            |                           |                       |            |            |             |

| Jornada 12                              | Jornada 12 | Jornada 12                | Jornada 12              | Jornada 12 | Jornada 12 | Jornada 12  |
| Local                                   | Resultado  | Visitante                 | Estadio                 | Fecha      | Hora       | Transmisión |
| --------------------------------------- | ---------- | ------------------------- | ----------------------- | ---------- | ---------- | ----------- |
| Curridabat F. C.                        | 1 - 1      | Municipal Turrialba       | "Lito" Monge            | 7 de marzo | 13:00      |             |
| Sporting F. C.                          | 1 - 2      | Municipal Santa Ana       | Ernesto Rohrmoser       | 7 de marzo | 15:00      |             |
| Puerto Golfito F. C.                    | 1 - 2      | C. S. Uruguay de Coronado | Polideportivo Río Claro | 8 de marzo | 11:00      |             |
| Fútbol Consultants                      | 1 - 2      | Municipal Garabito        | ST Center               | 8 de marzo | 15:00      |             |
| Equipo libre: A. D. Juventud Escazuceña |            |                           |                         |            |            |             |
| Total de goles: 11                      |            |                           |                         |            |            |             |

| Jornada 13                        | Jornada 13 | Jornada 13           | Jornada 13            | Jornada 13  | Jornada 13 | Jornada 13  |
| Local                             | Resultado  | Visitante            | Estadio               | Fecha       | Hora       | Transmisión |
| --------------------------------- | ---------- | -------------------- | --------------------- | ----------- | ---------- | ----------- |
| Municipal Garabito                | 1 - 1      | Curridabat F. C.     | Municipal de Garabito | 14 de marzo | 13:00      |             |
| Municipal Santa Ana               | 4 - 3      | Fútbol Consultants   | Piedades              | 14 de marzo | 15:00      |             |
| C. S. Uruguay de Coronado         | 1 - 2      | Sporting F. C.       | El Labrador           | 14 de marzo | 17:00      |             |
| A. D. Juventud Escazuceña         | 2 - 0      | Puerto Golfito F. C. | Piedades              | 15 de marzo | 11:00      |             |
| Equipo libre: Municipal Turrialba |            |                      |                       |             |            |             |
| Total de goles: 14                |            |                      |                       |             |            |             |

| Jornada 14                         | Jornada 14 | Jornada 14                | Jornada 14 | Jornada 14 | Jornada 14 | Jornada 14  |
| Local                              | Resultado  | Visitante                 | Estadio    | Fecha      | Hora       | Transmisión |
| ---------------------------------- | ---------- | ------------------------- | ---------- | ---------- | ---------- | ----------- |
| Sporting F. C.                     |            | A. D. Juventud Escazuceña |            | Cancelado  | --:--      |             |
| Municipal Garabito                 |            | Municipal Turrialba       | --:--      | Cancelado  |            |             |
| Fútbol Consultants                 |            | C. S. Uruguay de Coronado | --:--      | Cancelado  |            |             |
| Curridabat F. C.                   |            | Municipal Santa Ana       | --:--      | Cancelado  |            |             |
| Equipo libre: Puerto Golfito F. C. |            |                           |            |            |            |             |
| Total de goles:                    |            |                           |            |            |            |             |

| Jornada 15                   | Jornada 15 | Jornada 15           | Jornada 15 | Jornada 15 | Jornada 15 | Jornada 15  |
| Local                        | Resultado  | Visitante            | Estadio    | Fecha      | Hora       | Transmisión |
| ---------------------------- | ---------- | -------------------- | ---------- | ---------- | ---------- | ----------- |
| A. D. Juventud Escazuceña    |            | Fútbol Consultants   |            | Cancelado  | --:--      |             |
| C. S. Uruguay de Coronado    |            | Curridabat F. C.     | --:--      | Cancelado  |            |             |
| Municipal Turrialba          |            | Puerto Golfito F. C. | --:--      | Cancelado  |            |             |
| Municipal Santa Ana          |            | Municipal Garabito   | --:--      | Cancelado  |            |             |
| Equipo libre: Sporting F. C. |            |                      |            |            |            |             |
| Total de goles:              |            |                      |            |            |            |             |

| Jornada 16                       | Jornada 16 | Jornada 16                | Jornada 16 | Jornada 16 | Jornada 16 | Jornada 16  |
| Local                            | Resultado  | Visitante                 | Estadio    | Fecha      | Hora       | Transmisión |
| -------------------------------- | ---------- | ------------------------- | ---------- | ---------- | ---------- | ----------- |
| Sporting F. C.                   |            | Puerto Golfito F. C.      |            | Cancelado  | --:--      |             |
| Municipal Garabito               |            | C. S. Uruguay de Coronado | --:--      | Cancelado  |            |             |
| Curridabat F. C.                 |            | A. D. Juventud Escazuceña | --:--      | Cancelado  |            |             |
| Municipal Santa Ana              |            | Municipal Turrialba       | --:--      | Cancelado  |            |             |
| Equipo libre: Fútbol Consultants |            |                           |            |            |            |             |
| Total de goles:                  |            |                           |            |            |            |             |

| Jornada 17                     | Jornada 17 | Jornada 17          | Jornada 17 | Jornada 17 | Jornada 17 | Jornada 17  |
| Local                          | Resultado  | Visitante           | Estadio    | Fecha      | Hora       | Transmisión |
| ------------------------------ | ---------- | ------------------- | ---------- | ---------- | ---------- | ----------- |
| Sporting F. C.                 |            | Municipal Turrialba |            | Cancelado  | --:--      |             |
| Puerto Golfito F. C.           |            | Fútbol Consultants  | --:--      | Cancelado  |            |             |
| A. D. Juventud Escazuceña      |            | Municipal Garabito  | --:--      | Cancelado  |            |             |
| C. S. Uruguay de Coronado      |            | Municipal Santa Ana | --:--      | Cancelado  |            |             |
| Equipo libre: Curridabat F. C. |            |                     |            |            |            |             |
| Total de goles:                |            |                     |            |            |            |             |

| Jornada 18                       | Jornada 18 | Jornada 18                | Jornada 18 | Jornada 18 | Jornada 18 | Jornada 18  |
| Local                            | Resultado  | Visitante                 | Estadio    | Fecha      | Hora       | Transmisión |
| -------------------------------- | ---------- | ------------------------- | ---------- | ---------- | ---------- | ----------- |
| Fútbol Consultants               |            | Sporting F. C.            |            | Cancelado  | --:--      |             |
| Municipal Turrialba              |            | C. S. Uruguay de Coronado | --:--      | Cancelado  |            |             |
| Curridabat F. C.                 |            | Puerto Golfito F. C.      | --:--      | Cancelado  |            |             |
| Municipal Santa Ana              |            | A. D. Juventud Escazuceña | --:--      | Cancelado  |            |             |
| Equipo libre: Municipal Garabito |            |                           |            |            |            |             |
| Total de goles:                  |            |                           |            |            |            |             |

## Fase final
El 21 de mayo, el Comité Director de la Liga de Ascenso anunció que la fase final se disputaría en los estadios Rafael Bolaños y "Cuty" Monge, los cuales fueron los únicos avalados por el Comité de Licencias de la Federación Costarricense de Fútbol y que cumplen con los requisitos del Ministerio de Salud.

### Cuadro de desarrollo
|  | Cuartos de final                                    | Cuartos de final                                    | Cuartos de final                                    | Cuartos de final                                    | Cuartos de final                                    |   |       | Semifinales                                   | Semifinales                                   | Semifinales                                   | Semifinales                                   | Semifinales                                   |  |    | Final                                 | Final                                 | Final                                 | Final                                 | Final                                 |  |
|  | 23 / 24 de mayo (ida) 26 / 27 / 28 de mayo (vuelta) | 23 / 24 de mayo (ida) 26 / 27 / 28 de mayo (vuelta) | 23 / 24 de mayo (ida) 26 / 27 / 28 de mayo (vuelta) | 23 / 24 de mayo (ida) 26 / 27 / 28 de mayo (vuelta) | 23 / 24 de mayo (ida) 26 / 27 / 28 de mayo (vuelta) |   |       | 30 / 31 de mayo (ida) 3 / 4 de junio (vuelta) | 30 / 31 de mayo (ida) 3 / 4 de junio (vuelta) | 30 / 31 de mayo (ida) 3 / 4 de junio (vuelta) | 30 / 31 de mayo (ida) 3 / 4 de junio (vuelta) | 30 / 31 de mayo (ida) 3 / 4 de junio (vuelta) |  |    | 8 de junio (ida) 11 de junio (vuelta) | 8 de junio (ida) 11 de junio (vuelta) | 8 de junio (ida) 11 de junio (vuelta) | 8 de junio (ida) 11 de junio (vuelta) | 8 de junio (ida) 11 de junio (vuelta) |  |
|  |                                                     |                                                     |                                                     |                                                     |                                                     |   |       |                                               |                                               |                                               |                                               |                                               |  |    |                                       |                                       |                                       |                                       |                                       |  |
|  |                                                     |                                                     |                                                     |                                                     |                                                     |   |       |                                               |                                               |                                               |                                               |                                               |  |    |                                       |                                       |                                       |                                       |                                       |  |
|  | 1° A                                                | Puntarenas                                          | 1                                                   | 1                                                   | 2                                                   |   |       |                                               |                                               |                                               |                                               |                                               |  |    |                                       |                                       |                                       |                                       |                                       |  |
|  | 1° A                                                | Puntarenas                                          | 1                                                   | 1                                                   | 2                                                   |   |       |                                               |                                               |                                               |                                               |                                               |  |    |                                       |                                       |                                       |                                       |                                       |  |
|  | 4° B                                                | Consultants                                         | 2                                                   | 2                                                   | 4                                                   |   |       |                                               |                                               |                                               |                                               |                                               |  |    |                                       |                                       |                                       |                                       |                                       |  |
|  | 4° B                                                | Consultants                                         | 2                                                   | 2                                                   | 4                                                   |   | C1    | Escazuceña                                    | 1                                             | 1                                             | 2 (4)                                         |                                               |  |    |                                       |                                       |                                       |                                       |                                       |  |
|  |                                                     |                                                     |                                                     |                                                     |                                                     |   | C1    | Escazuceña                                    | 1                                             | 1                                             | 2 (4)                                         |                                               |  |    |                                       |                                       |                                       |                                       |                                       |  |
|  |                                                     |                                                     | C3                                                  | Consultants                                         | 1                                                   | 1 | 2 (1) |                                               |                                               |                                               |                                               |                                               |  |    |                                       |                                       |                                       |                                       |                                       |  |
|  | 2° B                                                | Escazuceña                                          | C3                                                  | Consultants                                         | 1                                                   | 1 | 2 (1) | 1                                             | 0                                             | 1 (4)                                         |                                               |                                               |  |    |                                       |                                       |                                       |                                       |                                       |  |
|  | 2° B                                                | Escazuceña                                          |                                                     |                                                     |                                                     |   |       |                                               |                                               | 1 (4)                                         |                                               |                                               |  |    |                                       |                                       |                                       |                                       |                                       |  |
|  | 3° A                                                | Barrio México                                       | 0                                                   | 1                                                   | 1 (3)                                               |   |       |                                               |                                               |                                               |                                               |                                               |  |    |                                       |                                       |                                       |                                       |                                       |  |
|  | 3° A                                                | Barrio México                                       | 0                                                   | 1                                                   | 1 (3)                                               |   |       |                                               |                                               |                                               |                                               |                                               |  | F1 | Sporting                              | 1                                     | 1                                     | 2                                     |                                       |  |
|  |                                                     |                                                     |                                                     |                                                     |                                                     |   |       |                                               |                                               |                                               |                                               |                                               |  | F1 | Sporting                              | 1                                     | 1                                     | 2                                     |                                       |  |
|  |                                                     |                                                     | F2                                                  | Escazuceña                                          | 2                                                   | 2 | 4     |                                               |                                               |                                               |                                               |                                               |  |    |                                       |                                       |                                       |                                       |                                       |  |
|  | 2° A                                                | Guanacasteca                                        | F2                                                  | Escazuceña                                          | 2                                                   | 2 | 4     | 4                                             | 0                                             | 4                                             |                                               |                                               |  |    |                                       |                                       |                                       |                                       |                                       |  |
|  | 2° A                                                | Guanacasteca                                        |                                                     |                                                     |                                                     |   |       |                                               |                                               | 4                                             |                                               |                                               |  |    |                                       |                                       |                                       |                                       |                                       |  |
|  | 3° B                                                | Uruguay                                             | 1                                                   | 2                                                   | 3                                                   |   |       |                                               |                                               |                                               |                                               |                                               |  |    |                                       |                                       |                                       |                                       |                                       |  |
|  | 3° B                                                | Uruguay                                             | 1                                                   | 2                                                   | 3                                                   |   | C2    | Sporting                                      | 1                                             | 5                                             | 6                                             |                                               |  |    |                                       |                                       |                                       |                                       |                                       |  |
|  |                                                     |                                                     |                                                     |                                                     |                                                     |   | C2    | Sporting                                      | 1                                             | 5                                             | 6                                             |                                               |  |    |                                       |                                       |                                       |                                       |                                       |  |
|  |                                                     |                                                     | C4                                                  | Guanacasteca                                        | 0                                                   | 0 | 0     |                                               |                                               |                                               |                                               |                                               |  |    |                                       |                                       |                                       |                                       |                                       |  |
|  | 1° B                                                | Sporting                                            | C4                                                  | Guanacasteca                                        | 0                                                   | 0 | 0     | 0                                             | 2                                             | 2                                             |                                               |                                               |  |    |                                       |                                       |                                       |                                       |                                       |  |
|  | 1° B                                                | Sporting                                            |                                                     |                                                     |                                                     |   |       |                                               |                                               | 2                                             |                                               |                                               |  |    |                                       |                                       |                                       |                                       |                                       |  |
|  | 4° A                                                | Carmelita                                           | 0                                                   | 1                                                   | 1                                                   |   |       |                                               |                                               |                                               |                                               |                                               |  |    |                                       |                                       |                                       |                                       |                                       |  |
|  | 4° A                                                | Carmelita                                           | 0                                                   | 1                                                   | 1                                                   |   |       |                                               |                                               |                                               |                                               |                                               |  |    |                                       |                                       |                                       |                                       |                                       |  |
|  |                                                     |                                                     |                                                     |                                                     |                                                     |   |       |                                               |                                               |                                               |                                               |                                               |  |    |                                       |                                       |                                       |                                       |                                       |  |

### Cuartos de final

#### Puntarenas - Consultants
| 23 de mayo de 2020, 13:00 | Fútbol Consultants                      | 2:1 (1:0) | Puntarenas F. C.               | Estadio Rafael Bolaños, Alajuela                        |                                                         |
|                           | - Ariel Zapata 24' - Alejandro Ruiz 88' | Reporte   | - Marco Gutiérrez 90+1' (t.l.) | Asistencia: Sin espectadores Árbitro(s): William Mattus | Asistencia: Sin espectadores Árbitro(s): William Mattus |

| 26 de mayo de 2020, 14:00 | Puntarenas F. C.    | 1:2 (0:0) (Global 2:4) | Fútbol Consultants                          | Estadio Rafael Bolaños, Alajuela                         |                                                          |
|                           | - Mario Centeno 66' | Reporte                | - Andrés Montalbán 81' - Alejandro Ruiz 83' | Asistencia: Sin espectadores Árbitro(s): Steven Madrigal | Asistencia: Sin espectadores Árbitro(s): Steven Madrigal |

#### Guanacasteca - Uruguay
| 24 de mayo de 2020, 15:00 | C. S. Uruguay de Coronado | 1:4 (1:2) | A. D. Guanacasteca                                                 | Estadio "Cuty" Monge, Desamparados, San José        |                                                     |
|                           | - Jefferson Borbón 32'    | Reporte   | - Yosimar Arias 7', 57' - José Pablo Córdoba 22' - Jorge Calvo 77' | Asistencia: Sin espectadores Árbitro(s): Danny Lobo | Asistencia: Sin espectadores Árbitro(s): Danny Lobo |

| 28 de mayo de 2020, 14:00 | A. D. Guanacasteca | 0:2 (0:1) (Global 4:3) | C. S. Uruguay de Coronado                    | Estadio "Cuty" Monge, Desamparados, San José               |                                                            |
|                           |                    |                        | - Alexander Monge 8' - Diego Díaz 57' (pen.) | Asistencia: Sin espectadores Árbitro(s): Reinaldo Sequeira | Asistencia: Sin espectadores Árbitro(s): Reinaldo Sequeira |

#### Escazuceña - Barrio México
| 24 de mayo de 2020, 14:00 | A. D. Barrio México | 0:1 (0:0) | A. D. Juventud Escazuceña  | Estadio Rafael Bolaños, Alajuela                      |                                                       |
|                           |                     | Reporte   | - Minor Álvarez 88' (pen.) | Asistencia: Sin espectadores Árbitro(s): Rigo Prendas | Asistencia: Sin espectadores Árbitro(s): Rigo Prendas |

| 27 de mayo de 2020, 14:00 | A. D. Juventud Escazuceña                                                        | 0:1 (0:0, 0:1) (4:3 p.)(Global 1:1) | A. D. Barrio México                                                                  | Estadio Rafael Bolaños, Alajuela                             |                                                              |
|                           |                                                                                  |                                     | - Anderson Andrade 90+1'                                                             | Asistencia: Sin espectadores Árbitro(s): Christian Fernández | Asistencia: Sin espectadores Árbitro(s): Christian Fernández |
|                           |                                                                                  | Tiros desde el punto penal          |                                                                                      |                                                              |                                                              |
|                           | - Andrés Juárez - Daniel Fernández - Evan Doten - José Escalante - Minor Álvarez |                                     | - Juan Carlos Amador - Kennedy Rocha - Johnny Woodly - Sadier Camacho - Víctor Pérez |                                                              |                                                              |

#### Sporting - Carmelita
| 24 de mayo de 2020, 11:00 | A. D. Carmelita | 0:0     | Sporting F. C. | Estadio "Cuty" Monge, Desamparados, San José             |                                                          |
|                           |                 | Reporte |                | Asistencia: Sin espectadores Árbitro(s): Steven Madrigal | Asistencia: Sin espectadores Árbitro(s): Steven Madrigal |

| 28 de mayo de 2020, 19:00 | Sporting F. C.        | 2:1 (1:0) (Global 2:1) | A. D. Carmelita          | Estadio "Cuty" Monge, Desamparados, San José           |                                                        |
|                           | - Bryan Vega 35', 88' | Reporte                | - Fabrizio Ronchetti 77' | Asistencia: Sin espectadores Árbitro(s): Géiner Zúñiga | Asistencia: Sin espectadores Árbitro(s): Géiner Zúñiga |

### Semifinales

#### Escazuceña - Consultants
| 30 de mayo de 2020, 14:00 | Fútbol Consultants          | 1:1 (0:1) | A. D. Juventud Escazuceña  | Estadio Rafael Bolaños, Alajuela                   |                                                    |
|                           | - Alejandro Ruiz 76' (pen.) | Reporte   | - Minor Álvarez 30' (pen.) | Asistencia: Sin espectadores Árbitro(s): Hugo Cruz | Asistencia: Sin espectadores Árbitro(s): Hugo Cruz |

| 3 de junio de 2020, 14:00                            | A. D. Juventud Escazuceña                                     | 1:1 (0:1, 1:1) (4:1 p.)(Global 2:2) | Fútbol Consultants                           | Estadio Rafael Bolaños, Alajuela                           |                                                            |
|                                                      | - Minor Álvarez 84' (t.l.)                                    |                                     | - Alejandro Ruiz 45'                         | Asistencia: Sin espectadores Árbitro(s): Adrián Chinchilla | Asistencia: Sin espectadores Árbitro(s): Adrián Chinchilla |
|                                                      |                                                               | Tiros desde el punto penal          |                                              |                                                            |                                                            |
|                                                      | - Daniel Jiménez - Evan Doten - Johan Bonilla - Andrés Juárez |                                     | - Alejandro Ruiz - José Tello - Luis Naranjo |                                                            |                                                            |
| El partido se detuvo desde el minuto 64' por lluvia. |                                                               |                                     |                                              |                                                            |                                                            |

#### Sporting - Guanacasteca
| 31 de mayo de 2020, 14:00 | A. D. Guanacasteca | 0:1 (0:1) | Sporting F. C.          | Estadio "Cuty" Monge, Desamparados, San José               |                                                            |
|                           |                    |           | - Jaime Valderramos 23' | Asistencia: Sin espectadores Árbitro(s): Adrián Chinchilla | Asistencia: Sin espectadores Árbitro(s): Adrián Chinchilla |

| 4 de junio de 2020, 14:00 | Sporting F. C.                                                                    | 5:0 (3:0) (Global 6:0) | A. D. Guanacasteca | Estadio "Cuty" Monge, Desamparados, San José           |                                                        |
|                           | - Bryan Vega 2' - Michael Arias 37' - Jean Scott 39', 50' - Jaime Valderramos 64' | Reporte                |                    | Asistencia: Sin espectadores Árbitro(s): Géiner Zúñiga | Asistencia: Sin espectadores Árbitro(s): Géiner Zúñiga |

### Final

#### Sporting - Escazuceña
| 8 de junio de 2020, 13:00 | A. D. Juventud Escazuceña            | 2:1 (0:1) | Sporting F. C.   | Estadio Rafael Bolaños, Alajuela                        |                                                         |
|                           | - Reiby Smith 71' - Erick Zúñiga 86' | Reporte   | - Bryan Vega 45' | Asistencia: Sin espectadores Árbitro(s): William Mattus | Asistencia: Sin espectadores Árbitro(s): William Mattus |

| 11 de junio de 2020, 14:00 | Sporting F. C.   | 1:2 (1:1) (Global 2:4) | A. D. Juventud Escazuceña                 | Estadio "Cuty" Monge, Desamparados, San José          |                                                       |
|                            | - Jean Scott 25' |                        | - Jeffry Montenegro 14' - Reiby Smith 77' | Asistencia: Sin espectadores Árbitro(s): Rigo Prendas | Asistencia: Sin espectadores Árbitro(s): Rigo Prendas |

#### Final - ida
| 30    | POR   | Minor Álvarez     |     |
| 19    | DEF   | José Luis Quirós  |     |
| 14    | DEF   | William Sojo      | 22' |
| 2     | DEF   | Carlos Barahona   |     |
| 5     | DEF   | Kishner López     |     |
| 6     | MED   | Daniel Fernández  |     |
| 11    | MED   | Richard Castañeda | 65' |
| 16    | MED   | Andrés Juárez     |     |
| 22    | MED   | Cristian Blanco   |     |
| 23    | DEL   | Reiby Smith       |     |
| 17    | DEL   | Evan Doten        | 65' |
| D. T. | D. T. | Cristian Salomón  |     |

| 35    | POR   | Carlos Méndez     |     |
| 2     | DEF   | Randall Row       |     |
| 4     | DEF   | Darío Alfaro      |     |
| 18    | DEF   | Josimar Olivero   |     |
| 29    | DEF   | Rigoberto Jiménez |     |
| 5     | MED   | Luis Flores       |     |
| 7     | MED   | Michael Arias     |     |
| 11    | MED   | Rodrigo Garita    | 70' |
| 10    | MED   | Bryan Vega        | 84' |
| 9     | DEL   | Jean Scott        | 83' |
| 16    | DEL   | Jaime Valderramos | 71' |
| D. T. | D. T. | Randall Row       |     |

| 13 | MED | José Escalante | 22' |
| 7  | MED | Johan Bonilla  | 65' |
| 9  | DEL | Erick Zúñiga   | 65' |

| 24 | MED | Miguel Marín     | 70' |
| 14 | DEL | Maikel Bermúdez  | 71' |
| 21 | DEL | Erick Barahona   | 83' |
| 6  | MED | Jordan Fernández | 84' |

| 71' · 86' | Reiby Smith Erick Zúñiga | 1:1 2:1 |

| 45' | Bryan Vega | 0:1 |

| 31' · 39' · 56' · 76' | Andrés Juárez Daniel Fernández José Luis Quirós Johan Bonilla |

| 22' | Rigoberto Jiménez |

| Principal  | William Mattus   |
| Asistentes | Mauricio Córdoba |
|            | Víctor Robles    |
| Cuarto     | Rubén Palma      |

| 30    | POR   | Minor Álvarez     |     |
| 19    | DEF   | José Luis Quirós  |     |
| 14    | DEF   | William Sojo      | 22' |
| 2     | DEF   | Carlos Barahona   |     |
| 5     | DEF   | Kishner López     |     |
| 6     | MED   | Daniel Fernández  |     |
| 11    | MED   | Richard Castañeda | 65' |
| 16    | MED   | Andrés Juárez     |     |
| 22    | MED   | Cristian Blanco   |     |
| 23    | DEL   | Reiby Smith       |     |
| 17    | DEL   | Evan Doten        | 65' |
| D. T. | D. T. | Cristian Salomón  |     |

| 35    | POR   | Carlos Méndez     |     |
| 2     | DEF   | Randall Row       |     |
| 4     | DEF   | Darío Alfaro      |     |
| 18    | DEF   | Josimar Olivero   |     |
| 29    | DEF   | Rigoberto Jiménez |     |
| 5     | MED   | Luis Flores       |     |
| 7     | MED   | Michael Arias     |     |
| 11    | MED   | Rodrigo Garita    | 70' |
| 10    | MED   | Bryan Vega        | 84' |
| 9     | DEL   | Jean Scott        | 83' |
| 16    | DEL   | Jaime Valderramos | 71' |
| D. T. | D. T. | Randall Row       |     |

| 13 | MED | José Escalante | 22' |
| 7  | MED | Johan Bonilla  | 65' |
| 9  | DEL | Erick Zúñiga   | 65' |

| 24 | MED | Miguel Marín     | 70' |
| 14 | DEL | Maikel Bermúdez  | 71' |
| 21 | DEL | Erick Barahona   | 83' |
| 6  | MED | Jordan Fernández | 84' |

| 71' · 86' | Reiby Smith Erick Zúñiga | 1:1 2:1 |

| 45' | Bryan Vega | 0:1 |

| 31' · 39' · 56' · 76' | Andrés Juárez Daniel Fernández José Luis Quirós Johan Bonilla |

| 22' | Rigoberto Jiménez |

| Principal  | William Mattus   |
| Asistentes | Mauricio Córdoba |
|            | Víctor Robles    |
| Cuarto     | Rubén Palma      |

| 30    | POR   | Minor Álvarez     |     |
| 19    | DEF   | José Luis Quirós  |     |
| 14    | DEF   | William Sojo      | 22' |
| 2     | DEF   | Carlos Barahona   |     |
| 5     | DEF   | Kishner López     |     |
| 6     | MED   | Daniel Fernández  |     |
| 11    | MED   | Richard Castañeda | 65' |
| 16    | MED   | Andrés Juárez     |     |
| 22    | MED   | Cristian Blanco   |     |
| 23    | DEL   | Reiby Smith       |     |
| 17    | DEL   | Evan Doten        | 65' |
| D. T. | D. T. | Cristian Salomón  |     |

| 35    | POR   | Carlos Méndez     |     |
| 2     | DEF   | Randall Row       |     |
| 4     | DEF   | Darío Alfaro      |     |
| 18    | DEF   | Josimar Olivero   |     |
| 29    | DEF   | Rigoberto Jiménez |     |
| 5     | MED   | Luis Flores       |     |
| 7     | MED   | Michael Arias     |     |
| 11    | MED   | Rodrigo Garita    | 70' |
| 10    | MED   | Bryan Vega        | 84' |
| 9     | DEL   | Jean Scott        | 83' |
| 16    | DEL   | Jaime Valderramos | 71' |
| D. T. | D. T. | Randall Row       |     |

| 13 | MED | José Escalante | 22' |
| 7  | MED | Johan Bonilla  | 65' |
| 9  | DEL | Erick Zúñiga   | 65' |

| 24 | MED | Miguel Marín     | 70' |
| 14 | DEL | Maikel Bermúdez  | 71' |
| 21 | DEL | Erick Barahona   | 83' |
| 6  | MED | Jordan Fernández | 84' |

| 71' · 86' | Reiby Smith Erick Zúñiga | 1:1 2:1 |

| 45' | Bryan Vega | 0:1 |

| 31' · 39' · 56' · 76' | Andrés Juárez Daniel Fernández José Luis Quirós Johan Bonilla |

| 22' | Rigoberto Jiménez |

| Principal  | William Mattus   |
| Asistentes | Mauricio Córdoba |
|            | Víctor Robles    |
| Cuarto     | Rubén Palma      |

| 30    | POR   | Minor Álvarez     |     |
| 19    | DEF   | José Luis Quirós  |     |
| 14    | DEF   | William Sojo      | 22' |
| 2     | DEF   | Carlos Barahona   |     |
| 5     | DEF   | Kishner López     |     |
| 6     | MED   | Daniel Fernández  |     |
| 11    | MED   | Richard Castañeda | 65' |
| 16    | MED   | Andrés Juárez     |     |
| 22    | MED   | Cristian Blanco   |     |
| 23    | DEL   | Reiby Smith       |     |
| 17    | DEL   | Evan Doten        | 65' |
| D. T. | D. T. | Cristian Salomón  |     |

| 35    | POR   | Carlos Méndez     |     |
| 2     | DEF   | Randall Row       |     |
| 4     | DEF   | Darío Alfaro      |     |
| 18    | DEF   | Josimar Olivero   |     |
| 29    | DEF   | Rigoberto Jiménez |     |
| 5     | MED   | Luis Flores       |     |
| 7     | MED   | Michael Arias     |     |
| 11    | MED   | Rodrigo Garita    | 70' |
| 10    | MED   | Bryan Vega        | 84' |
| 9     | DEL   | Jean Scott        | 83' |
| 16    | DEL   | Jaime Valderramos | 71' |
| D. T. | D. T. | Randall Row       |     |

| 13 | MED | José Escalante | 22' |
| 7  | MED | Johan Bonilla  | 65' |
| 9  | DEL | Erick Zúñiga   | 65' |

| 24 | MED | Miguel Marín     | 70' |
| 14 | DEL | Maikel Bermúdez  | 71' |
| 21 | DEL | Erick Barahona   | 83' |
| 6  | MED | Jordan Fernández | 84' |

| 71' · 86' | Reiby Smith Erick Zúñiga | 1:1 2:1 |

| 45' | Bryan Vega | 0:1 |

| 31' · 39' · 56' · 76' | Andrés Juárez Daniel Fernández José Luis Quirós Johan Bonilla |

| 22' | Rigoberto Jiménez |

| Principal  | William Mattus   |
| Asistentes | Mauricio Córdoba |
|            | Víctor Robles    |
| Cuarto     | Rubén Palma      |

#### Final - vuelta
| 35    | POR   | Carlos Méndez     |     |
| 2     | DEF   | Randall Row       |     |
| 4     | DEF   | Darío Alfaro      |     |
| 18    | DEF   | Josimar Olivero   |     |
| 25    | DEF   | Kevin Vega        |     |
| 5     | MED   | Luis Flores       |     |
| 7     | MED   | Michael Arias     | 79' |
| 11    | MED   | Rodrigo Garita    |     |
| 10    | MED   | Bryan Vega        |     |
| 9     | DEL   | Jean Scott        |     |
| 16    | DEL   | Jaime Valderramos | 79' |
| D. T. | D. T. | Randall Row       |     |

| 30    | POR   | Minor Álvarez     |       |
| 3     | DEF   | Sebastián Álvarez |       |
| 5     | DEF   | Kishner López     |       |
| 21    | DEF   | Carlos Barahona   |       |
| 8     | DEF   | Joshua Munguía    |       |
| 6     | MED   | Daniel Fernández  |       |
| 11    | MED   | Richard Castañeda | 73'   |
| 10    | MED   | Jeffry Montenegro | 63'   |
| 22    | MED   | Cristian Blanco   |       |
| 9     | DEL   | Erick Zúñiga      | 74'   |
| 23    | DEL   | Reiby Smith       | 90+3' |
| D. T. | D. T. | Cristian Salomón  |       |

| 21 | MED | Erick Barahona  | 79' |
| 14 | DEL | Maikel Bermúdez | 79' |

| 16 | MED | Andrés Juárez  | 63'   |
| 7  | MED | Johan Bonilla  | 73'   |
| 17 | DEL | Evan Doten     | 74'   |
| 21 | DEL | Daniel Jiménez | 90+3' |

| 25' | Jean Scott | 1:1 |

| 14' · 77' | Jeffry Montenegro Reiby Smith | 0:1 1:2 |

| 45' | Darío Alfaro |

| 9' · 46' · 62' · 66' | Cristian Blanco Joshua Munguía Daniel Fernández Minor Álvarez |

| Principal  | Rigo Prendas      |
| Asistentes | Marvin Meza       |
|            | Danny Sojo        |
| Cuarto     | Reinaldo Sequeira |

| 35    | POR   | Carlos Méndez     |     |
| 2     | DEF   | Randall Row       |     |
| 4     | DEF   | Darío Alfaro      |     |
| 18    | DEF   | Josimar Olivero   |     |
| 25    | DEF   | Kevin Vega        |     |
| 5     | MED   | Luis Flores       |     |
| 7     | MED   | Michael Arias     | 79' |
| 11    | MED   | Rodrigo Garita    |     |
| 10    | MED   | Bryan Vega        |     |
| 9     | DEL   | Jean Scott        |     |
| 16    | DEL   | Jaime Valderramos | 79' |
| D. T. | D. T. | Randall Row       |     |

| 30    | POR   | Minor Álvarez     |       |
| 3     | DEF   | Sebastián Álvarez |       |
| 5     | DEF   | Kishner López     |       |
| 21    | DEF   | Carlos Barahona   |       |
| 8     | DEF   | Joshua Munguía    |       |
| 6     | MED   | Daniel Fernández  |       |
| 11    | MED   | Richard Castañeda | 73'   |
| 10    | MED   | Jeffry Montenegro | 63'   |
| 22    | MED   | Cristian Blanco   |       |
| 9     | DEL   | Erick Zúñiga      | 74'   |
| 23    | DEL   | Reiby Smith       | 90+3' |
| D. T. | D. T. | Cristian Salomón  |       |

| 21 | MED | Erick Barahona  | 79' |
| 14 | DEL | Maikel Bermúdez | 79' |

| 16 | MED | Andrés Juárez  | 63'   |
| 7  | MED | Johan Bonilla  | 73'   |
| 17 | DEL | Evan Doten     | 74'   |
| 21 | DEL | Daniel Jiménez | 90+3' |

| 25' | Jean Scott | 1:1 |

| 14' · 77' | Jeffry Montenegro Reiby Smith | 0:1 1:2 |

| 45' | Darío Alfaro |

| 9' · 46' · 62' · 66' | Cristian Blanco Joshua Munguía Daniel Fernández Minor Álvarez |

| Principal  | Rigo Prendas      |
| Asistentes | Marvin Meza       |
|            | Danny Sojo        |
| Cuarto     | Reinaldo Sequeira |

| 35    | POR   | Carlos Méndez     |     |
| 2     | DEF   | Randall Row       |     |
| 4     | DEF   | Darío Alfaro      |     |
| 18    | DEF   | Josimar Olivero   |     |
| 25    | DEF   | Kevin Vega        |     |
| 5     | MED   | Luis Flores       |     |
| 7     | MED   | Michael Arias     | 79' |
| 11    | MED   | Rodrigo Garita    |     |
| 10    | MED   | Bryan Vega        |     |
| 9     | DEL   | Jean Scott        |     |
| 16    | DEL   | Jaime Valderramos | 79' |
| D. T. | D. T. | Randall Row       |     |

| 30    | POR   | Minor Álvarez     |       |
| 3     | DEF   | Sebastián Álvarez |       |
| 5     | DEF   | Kishner López     |       |
| 21    | DEF   | Carlos Barahona   |       |
| 8     | DEF   | Joshua Munguía    |       |
| 6     | MED   | Daniel Fernández  |       |
| 11    | MED   | Richard Castañeda | 73'   |
| 10    | MED   | Jeffry Montenegro | 63'   |
| 22    | MED   | Cristian Blanco   |       |
| 9     | DEL   | Erick Zúñiga      | 74'   |
| 23    | DEL   | Reiby Smith       | 90+3' |
| D. T. | D. T. | Cristian Salomón  |       |

| 21 | MED | Erick Barahona  | 79' |
| 14 | DEL | Maikel Bermúdez | 79' |

| 16 | MED | Andrés Juárez  | 63'   |
| 7  | MED | Johan Bonilla  | 73'   |
| 17 | DEL | Evan Doten     | 74'   |
| 21 | DEL | Daniel Jiménez | 90+3' |

| 25' | Jean Scott | 1:1 |

| 14' · 77' | Jeffry Montenegro Reiby Smith | 0:1 1:2 |

| 45' | Darío Alfaro |

| 9' · 46' · 62' · 66' | Cristian Blanco Joshua Munguía Daniel Fernández Minor Álvarez |

| Principal  | Rigo Prendas      |
| Asistentes | Marvin Meza       |
|            | Danny Sojo        |
| Cuarto     | Reinaldo Sequeira |

| 35    | POR   | Carlos Méndez     |     |
| 2     | DEF   | Randall Row       |     |
| 4     | DEF   | Darío Alfaro      |     |
| 18    | DEF   | Josimar Olivero   |     |
| 25    | DEF   | Kevin Vega        |     |
| 5     | MED   | Luis Flores       |     |
| 7     | MED   | Michael Arias     | 79' |
| 11    | MED   | Rodrigo Garita    |     |
| 10    | MED   | Bryan Vega        |     |
| 9     | DEL   | Jean Scott        |     |
| 16    | DEL   | Jaime Valderramos | 79' |
| D. T. | D. T. | Randall Row       |     |

| 30    | POR   | Minor Álvarez     |       |
| 3     | DEF   | Sebastián Álvarez |       |
| 5     | DEF   | Kishner López     |       |
| 21    | DEF   | Carlos Barahona   |       |
| 8     | DEF   | Joshua Munguía    |       |
| 6     | MED   | Daniel Fernández  |       |
| 11    | MED   | Richard Castañeda | 73'   |
| 10    | MED   | Jeffry Montenegro | 63'   |
| 22    | MED   | Cristian Blanco   |       |
| 9     | DEL   | Erick Zúñiga      | 74'   |
| 23    | DEL   | Reiby Smith       | 90+3' |
| D. T. | D. T. | Cristian Salomón  |       |

| 21 | MED | Erick Barahona  | 79' |
| 14 | DEL | Maikel Bermúdez | 79' |

| 16 | MED | Andrés Juárez  | 63'   |
| 7  | MED | Johan Bonilla  | 73'   |
| 17 | DEL | Evan Doten     | 74'   |
| 21 | DEL | Daniel Jiménez | 90+3' |

| 25' | Jean Scott | 1:1 |

| 14' · 77' | Jeffry Montenegro Reiby Smith | 0:1 1:2 |

| 45' | Darío Alfaro |

| 9' · 46' · 62' · 66' | Cristian Blanco Joshua Munguía Daniel Fernández Minor Álvarez |

| Principal  | Rigo Prendas      |
| Asistentes | Marvin Meza       |
|            | Danny Sojo        |
| Cuarto     | Reinaldo Sequeira |

|                                                 |
| Campeón Clausura 2020 A. D. Juventud Escazuceña |

## Serie por la permanencia
El 12 de mayo de 2020, los dirigentes acordaron que los dos últimos lugares de la tabla acumulada, ante la suspensión y posterior finalizada etapa regular de forma anticipada, los clubes de Santa Rosa (18°) y Curridabat (17°), con tres puntos de diferencia entre ellos, disputarían una serie a visita recíproca para definir el conjunto que se mantiene para la próxima temporada.

### Santa Rosa - Curridabat
| 30 de mayo de 2020, 19:00 | Curridabat F. C.      | 1:1 (1:1) | A. D. Santa Rosa             | Estadio "Cuty" Monge, Desamparados, San José             |                                                          |
|                           | - Ronaldo Morales 41' |           | - Anthony Rosales 22' (pen.) | Asistencia: Sin espectadores Árbitro(s): Benjamín Pineda | Asistencia: Sin espectadores Árbitro(s): Benjamín Pineda |

| 7 de junio de 2020, 12:00                                         | A. D. Santa Rosa    | 1:2 (1:2) (Global 2:3) | Curridabat F. C.                       | Estadio Rafael Bolaños, Alajuela                    |                                                     |
|                                                                   | - Lenín Montano 29' | Reporte                | - Estiben Ramos 25' - Pablo Ortega 40' | Asistencia: Sin espectadores Árbitro(s): Danny Lobo | Asistencia: Sin espectadores Árbitro(s): Danny Lobo |
| Curridabat se mantiene en la categoría para la próxima temporada. |                     |                        |                                        |                                                     |                                                     |

## Final de ascenso
El sorteo para definir el equipo que cierra de local la serie se realizó el 11 de junio. Sporting fue el ganador.

### Sporting vs. Escazuceña
| 16 de junio de 2020, 14:00 | A. D. Juventud Escazuceña | 1:1 (0:0) | Sporting F. C.          | Estadio Rafael Bolaños, Alajuela                       |                                                        |
|                            | - Reiby Smith 60'         |           | - Jaime Valderramos 56' | Asistencia: Sin espectadores Árbitro(s): Géiner Zúñiga | Asistencia: Sin espectadores Árbitro(s): Géiner Zúñiga |

| 23 de junio de 2020, 14:00 | Sporting F. C.            | 1:0 (Global 2:1) | A. D. Juventud Escazuceña | Estadio "Cuty" Monge, Desamparados, San José         |                                                      |
|                            | - Miguel Marín 76' (t.l.) |                  |                           | Asistencia: Sin espectadores Árbitro(s): Brayan Cruz | Asistencia: Sin espectadores Árbitro(s): Brayan Cruz |

#### Ida
| 30    | POR   | Minor Álvarez     |     |
| 3     | DEF   | Sebastián Álvarez |     |
| 5     | DEF   | Kishner López     |     |
| 2     | DEF   | Carlos Barahona   |     |
| 8     | DEF   | Joshua Munguía    |     |
| 7     | MED   | Johan Bonilla     | 85' |
| 11    | MED   | Richard Castañeda |     |
| 19    | MED   | José Luis Quirós  |     |
| 10    | MED   | Jeffry Montenegro |     |
| 9     | DEL   | Erick Zúñiga      | 61' |
| 23    | DEL   | Reiby Smith       |     |
| D. T. | D. T. | Cristian Salomón  |     |

| 35    | POR   | Carlos Méndez     |     |
| 2     | DEF   | Randall Row       |     |
| 18    | DEF   | Josimar Olivero   |     |
| 25    | DEF   | Kevin Vega        |     |
| 29    | DEF   | Rigoberto Jiménez |     |
| 5     | MED   | Luis Flores       |     |
| 7     | MED   | Michael Arias     |     |
| 11    | MED   | Rodrigo Garita    | 75' |
| 10    | MED   | Bryan Vega        |     |
| 9     | DEL   | Jean Scott        | 85' |
| 16    | DEL   | Jaime Valderramos |     |
| D. T. | D. T. | Randall Row       |     |

| 17 | DEL | Evan Doten     | 61' |
| 21 | DEL | Daniel Jiménez | 85' |

| 21 | MED | Erick Barahona | 75' |
| 22 | DEL | Carlos Umaña   | 85' |

| 60' | Reiby Smith | 1:1 |

| 56' | Jaime Valderramos | 0:1 |

| 8' · 46' · 69' · 83' | Johan Bonilla Kishner López Jeffry Montenegro Joshua Munguía |

| 54' · 63' · 63' | Randall Row Kevin Vega Rigoberto Jiménez |

| Principal  | Géiner Zúñiga       |
| Asistentes | Ricardo Martínez    |
|            | Alejandro Fernández |
| Cuarto     | Steven Madrigal     |

| 30    | POR   | Minor Álvarez     |     |
| 3     | DEF   | Sebastián Álvarez |     |
| 5     | DEF   | Kishner López     |     |
| 2     | DEF   | Carlos Barahona   |     |
| 8     | DEF   | Joshua Munguía    |     |
| 7     | MED   | Johan Bonilla     | 85' |
| 11    | MED   | Richard Castañeda |     |
| 19    | MED   | José Luis Quirós  |     |
| 10    | MED   | Jeffry Montenegro |     |
| 9     | DEL   | Erick Zúñiga      | 61' |
| 23    | DEL   | Reiby Smith       |     |
| D. T. | D. T. | Cristian Salomón  |     |

| 35    | POR   | Carlos Méndez     |     |
| 2     | DEF   | Randall Row       |     |
| 18    | DEF   | Josimar Olivero   |     |
| 25    | DEF   | Kevin Vega        |     |
| 29    | DEF   | Rigoberto Jiménez |     |
| 5     | MED   | Luis Flores       |     |
| 7     | MED   | Michael Arias     |     |
| 11    | MED   | Rodrigo Garita    | 75' |
| 10    | MED   | Bryan Vega        |     |
| 9     | DEL   | Jean Scott        | 85' |
| 16    | DEL   | Jaime Valderramos |     |
| D. T. | D. T. | Randall Row       |     |

| 17 | DEL | Evan Doten     | 61' |
| 21 | DEL | Daniel Jiménez | 85' |

| 21 | MED | Erick Barahona | 75' |
| 22 | DEL | Carlos Umaña   | 85' |

| 60' | Reiby Smith | 1:1 |

| 56' | Jaime Valderramos | 0:1 |

| 8' · 46' · 69' · 83' | Johan Bonilla Kishner López Jeffry Montenegro Joshua Munguía |

| 54' · 63' · 63' | Randall Row Kevin Vega Rigoberto Jiménez |

| Principal  | Géiner Zúñiga       |
| Asistentes | Ricardo Martínez    |
|            | Alejandro Fernández |
| Cuarto     | Steven Madrigal     |

| 30    | POR   | Minor Álvarez     |     |
| 3     | DEF   | Sebastián Álvarez |     |
| 5     | DEF   | Kishner López     |     |
| 2     | DEF   | Carlos Barahona   |     |
| 8     | DEF   | Joshua Munguía    |     |
| 7     | MED   | Johan Bonilla     | 85' |
| 11    | MED   | Richard Castañeda |     |
| 19    | MED   | José Luis Quirós  |     |
| 10    | MED   | Jeffry Montenegro |     |
| 9     | DEL   | Erick Zúñiga      | 61' |
| 23    | DEL   | Reiby Smith       |     |
| D. T. | D. T. | Cristian Salomón  |     |

| 35    | POR   | Carlos Méndez     |     |
| 2     | DEF   | Randall Row       |     |
| 18    | DEF   | Josimar Olivero   |     |
| 25    | DEF   | Kevin Vega        |     |
| 29    | DEF   | Rigoberto Jiménez |     |
| 5     | MED   | Luis Flores       |     |
| 7     | MED   | Michael Arias     |     |
| 11    | MED   | Rodrigo Garita    | 75' |
| 10    | MED   | Bryan Vega        |     |
| 9     | DEL   | Jean Scott        | 85' |
| 16    | DEL   | Jaime Valderramos |     |
| D. T. | D. T. | Randall Row       |     |

| 17 | DEL | Evan Doten     | 61' |
| 21 | DEL | Daniel Jiménez | 85' |

| 21 | MED | Erick Barahona | 75' |
| 22 | DEL | Carlos Umaña   | 85' |

| 60' | Reiby Smith | 1:1 |

| 56' | Jaime Valderramos | 0:1 |

| 8' · 46' · 69' · 83' | Johan Bonilla Kishner López Jeffry Montenegro Joshua Munguía |

| 54' · 63' · 63' | Randall Row Kevin Vega Rigoberto Jiménez |

| Principal  | Géiner Zúñiga       |
| Asistentes | Ricardo Martínez    |
|            | Alejandro Fernández |
| Cuarto     | Steven Madrigal     |

| 30    | POR   | Minor Álvarez     |     |
| 3     | DEF   | Sebastián Álvarez |     |
| 5     | DEF   | Kishner López     |     |
| 2     | DEF   | Carlos Barahona   |     |
| 8     | DEF   | Joshua Munguía    |     |
| 7     | MED   | Johan Bonilla     | 85' |
| 11    | MED   | Richard Castañeda |     |
| 19    | MED   | José Luis Quirós  |     |
| 10    | MED   | Jeffry Montenegro |     |
| 9     | DEL   | Erick Zúñiga      | 61' |
| 23    | DEL   | Reiby Smith       |     |
| D. T. | D. T. | Cristian Salomón  |     |

| 35    | POR   | Carlos Méndez     |     |
| 2     | DEF   | Randall Row       |     |
| 18    | DEF   | Josimar Olivero   |     |
| 25    | DEF   | Kevin Vega        |     |
| 29    | DEF   | Rigoberto Jiménez |     |
| 5     | MED   | Luis Flores       |     |
| 7     | MED   | Michael Arias     |     |
| 11    | MED   | Rodrigo Garita    | 75' |
| 10    | MED   | Bryan Vega        |     |
| 9     | DEL   | Jean Scott        | 85' |
| 16    | DEL   | Jaime Valderramos |     |
| D. T. | D. T. | Randall Row       |     |

| 17 | DEL | Evan Doten     | 61' |
| 21 | DEL | Daniel Jiménez | 85' |

| 21 | MED | Erick Barahona | 75' |
| 22 | DEL | Carlos Umaña   | 85' |

| 60' | Reiby Smith | 1:1 |

| 56' | Jaime Valderramos | 0:1 |

| 8' · 46' · 69' · 83' | Johan Bonilla Kishner López Jeffry Montenegro Joshua Munguía |

| 54' · 63' · 63' | Randall Row Kevin Vega Rigoberto Jiménez |

| Principal  | Géiner Zúñiga       |
| Asistentes | Ricardo Martínez    |
|            | Alejandro Fernández |
| Cuarto     | Steven Madrigal     |

#### Vuelta
| 35    | POR   | Carlos Méndez     |     |
| 2     | DEF   | Randall Row       |     |
| 4     | DEF   | Darío Alfaro      |     |
| 21    | DEF   | Kevin Vega        |     |
| 29    | DEF   | Rigoberto Jiménez |     |
| 5     | MED   | Luis Flores       |     |
| 18    | MED   | Josimar Olivero   |     |
| 7     | MED   | Michael Arias     | 75' |
| 11    | MED   | Rodrigo Garita    | 64' |
| 10    | DEL   | Bryan Vega        |     |
| 16    | DEL   | Jaime Valderramos | 82' |
| D. T. | D. T. | Randall Row       |     |

| 30    | POR   | Minor Álvarez     |     |
| 19    | DEF   | José Luis Quirós  |     |
| 5     | DEF   | Kishner López     |     |
| 2     | DEF   | Carlos Barahona   |     |
| 8     | DEF   | Joshua Munguía    |     |
| 22    | MED   | Cristian Blanco   |     |
| 11    | MED   | Richard Castañeda | 82' |
| 6     | MED   | Daniel Fernández  |     |
| 10    | MED   | Jeffry Montenegro | 67' |
| 21    | DEL   | Daniel Jiménez    | 72' |
| 23    | DEL   | Reiby Smith       |     |
| D. T. | D. T. | Cristian Salomón  |     |

| 9  | DEL | Jean Scott     | 64' |
| 24 | MED | Miguel Marín   | 75' |
| 20 | DEL | Henry Bermúdez | 82' |

| 16 | MED | Andrés Juárez | 67' |
| 17 | DEL | Evan Doten    | 72' |
| 7  | MED | Johan Bonilla | 82' |

| 76' | Miguel Marín | 1:0 |

| 43' · 55' · 60' · 89' | Darío Alfaro Kevin Vega Randall Row Miguel Marín |

| 40' · 77' · 88' | Jeffry Montenegro Joshua Munguía Johan Bonilla |

| Principal  | Brayan Cruz    |
| Asistentes | Erick Sánchez  |
|            | Douglas Zúñiga |
| Cuarto     | Carlos Salazar |

| 35    | POR   | Carlos Méndez     |     |
| 2     | DEF   | Randall Row       |     |
| 4     | DEF   | Darío Alfaro      |     |
| 21    | DEF   | Kevin Vega        |     |
| 29    | DEF   | Rigoberto Jiménez |     |
| 5     | MED   | Luis Flores       |     |
| 18    | MED   | Josimar Olivero   |     |
| 7     | MED   | Michael Arias     | 75' |
| 11    | MED   | Rodrigo Garita    | 64' |
| 10    | DEL   | Bryan Vega        |     |
| 16    | DEL   | Jaime Valderramos | 82' |
| D. T. | D. T. | Randall Row       |     |

| 30    | POR   | Minor Álvarez     |     |
| 19    | DEF   | José Luis Quirós  |     |
| 5     | DEF   | Kishner López     |     |
| 2     | DEF   | Carlos Barahona   |     |
| 8     | DEF   | Joshua Munguía    |     |
| 22    | MED   | Cristian Blanco   |     |
| 11    | MED   | Richard Castañeda | 82' |
| 6     | MED   | Daniel Fernández  |     |
| 10    | MED   | Jeffry Montenegro | 67' |
| 21    | DEL   | Daniel Jiménez    | 72' |
| 23    | DEL   | Reiby Smith       |     |
| D. T. | D. T. | Cristian Salomón  |     |

| 9  | DEL | Jean Scott     | 64' |
| 24 | MED | Miguel Marín   | 75' |
| 20 | DEL | Henry Bermúdez | 82' |

| 16 | MED | Andrés Juárez | 67' |
| 17 | DEL | Evan Doten    | 72' |
| 7  | MED | Johan Bonilla | 82' |

| 76' | Miguel Marín | 1:0 |

| 43' · 55' · 60' · 89' | Darío Alfaro Kevin Vega Randall Row Miguel Marín |

| 40' · 77' · 88' | Jeffry Montenegro Joshua Munguía Johan Bonilla |

| Principal  | Brayan Cruz    |
| Asistentes | Erick Sánchez  |
|            | Douglas Zúñiga |
| Cuarto     | Carlos Salazar |

| 35    | POR   | Carlos Méndez     |     |
| 2     | DEF   | Randall Row       |     |
| 4     | DEF   | Darío Alfaro      |     |
| 21    | DEF   | Kevin Vega        |     |
| 29    | DEF   | Rigoberto Jiménez |     |
| 5     | MED   | Luis Flores       |     |
| 18    | MED   | Josimar Olivero   |     |
| 7     | MED   | Michael Arias     | 75' |
| 11    | MED   | Rodrigo Garita    | 64' |
| 10    | DEL   | Bryan Vega        |     |
| 16    | DEL   | Jaime Valderramos | 82' |
| D. T. | D. T. | Randall Row       |     |

| 30    | POR   | Minor Álvarez     |     |
| 19    | DEF   | José Luis Quirós  |     |
| 5     | DEF   | Kishner López     |     |
| 2     | DEF   | Carlos Barahona   |     |
| 8     | DEF   | Joshua Munguía    |     |
| 22    | MED   | Cristian Blanco   |     |
| 11    | MED   | Richard Castañeda | 82' |
| 6     | MED   | Daniel Fernández  |     |
| 10    | MED   | Jeffry Montenegro | 67' |
| 21    | DEL   | Daniel Jiménez    | 72' |
| 23    | DEL   | Reiby Smith       |     |
| D. T. | D. T. | Cristian Salomón  |     |

| 9  | DEL | Jean Scott     | 64' |
| 24 | MED | Miguel Marín   | 75' |
| 20 | DEL | Henry Bermúdez | 82' |

| 16 | MED | Andrés Juárez | 67' |
| 17 | DEL | Evan Doten    | 72' |
| 7  | MED | Johan Bonilla | 82' |

| 76' | Miguel Marín | 1:0 |

| 43' · 55' · 60' · 89' | Darío Alfaro Kevin Vega Randall Row Miguel Marín |

| 40' · 77' · 88' | Jeffry Montenegro Joshua Munguía Johan Bonilla |

| Principal  | Brayan Cruz    |
| Asistentes | Erick Sánchez  |
|            | Douglas Zúñiga |
| Cuarto     | Carlos Salazar |

| 35    | POR   | Carlos Méndez     |     |
| 2     | DEF   | Randall Row       |     |
| 4     | DEF   | Darío Alfaro      |     |
| 21    | DEF   | Kevin Vega        |     |
| 29    | DEF   | Rigoberto Jiménez |     |
| 5     | MED   | Luis Flores       |     |
| 18    | MED   | Josimar Olivero   |     |
| 7     | MED   | Michael Arias     | 75' |
| 11    | MED   | Rodrigo Garita    | 64' |
| 10    | DEL   | Bryan Vega        |     |
| 16    | DEL   | Jaime Valderramos | 82' |
| D. T. | D. T. | Randall Row       |     |

| 30    | POR   | Minor Álvarez     |     |
| 19    | DEF   | José Luis Quirós  |     |
| 5     | DEF   | Kishner López     |     |
| 2     | DEF   | Carlos Barahona   |     |
| 8     | DEF   | Joshua Munguía    |     |
| 22    | MED   | Cristian Blanco   |     |
| 11    | MED   | Richard Castañeda | 82' |
| 6     | MED   | Daniel Fernández  |     |
| 10    | MED   | Jeffry Montenegro | 67' |
| 21    | DEL   | Daniel Jiménez    | 72' |
| 23    | DEL   | Reiby Smith       |     |
| D. T. | D. T. | Cristian Salomón  |     |

| 9  | DEL | Jean Scott     | 64' |
| 24 | MED | Miguel Marín   | 75' |
| 20 | DEL | Henry Bermúdez | 82' |

| 16 | MED | Andrés Juárez | 67' |
| 17 | DEL | Evan Doten    | 72' |
| 7  | MED | Johan Bonilla | 82' |

| 76' | Miguel Marín | 1:0 |

| 43' · 55' · 60' · 89' | Darío Alfaro Kevin Vega Randall Row Miguel Marín |

| 40' · 77' · 88' | Jeffry Montenegro Joshua Munguía Johan Bonilla |

| Principal  | Brayan Cruz    |
| Asistentes | Erick Sánchez  |
|            | Douglas Zúñiga |
| Cuarto     | Carlos Salazar |

|                                                             |
| Campeón Segunda División 2019-20 Sporting F. C. 1.er título |

## Estadísticas

### Máximos goleadores
Lista con los máximos goleadores de la competencia.
Datos actualizados a 23 de junio de 2020 y según página oficial.
| Núm. | Jugador              | Equipo        | Goles |
| ---- | -------------------- | ------------- | ----- |
| 1°   | Jean Scott           | Sporting      | 12    |
| 2°   | Alejandro Ruiz       | Consultants   | 11    |
| 2°   | Leonardo Adams       | Guanacasteca  | 11    |
| 4°   | Ariel Zapata         | Consultants   | 9     |
| 5°   | Bryan Vega           | Sporting      | 8     |
| 5°   | Lopsang Balmaceda    | Uruguay       | 8     |
| 7°   | Cristhian Lagos      | Turrialba     | 6     |
| 7°   | Henry Cooper         | Golfito       | 6     |
| 7°   | Randy Taylor         | Santa Ana     | 6     |
| 7°   | Steven Cárdenas      | Barrio México | 6     |
| 11°  | Ignacio Quesada      | San Ramón     | 5     |
| 11°  | Jaime Valderramos    | Sporting      | 5     |
| 11°  | Mario Centeno        | Puntarenas    | 5     |
| 11°  | Reiby Smith          | Escazuceña    | 5     |
| 15°  | Bryan Jiménez        | Barrio México | 4     |
| 15°  | Erick Zúñiga         | Escazuceña    | 4     |
| 15°  | Fabrizio Ronchetti   | Carmelita     | 4     |
| 15°  | José Pablo Córdoba   | Guanacasteca  | 4     |
| 15°  | Juan Luis Pérez      | San Ramón     | 4     |
| 15°  | Minor Álvarez        | Escazuceña    | 4     |
| 21°  | Aczel Salguero       | Barrio México | 3     |
| 21°  | Adrián Villarreal    | Liberia       | 3     |
| 21°  | Andrés Mendoza       | Uruguay       | 3     |
| 21°  | Andy Alfaro          | Rosario       | 3     |
| 21°  | Anthony Hernández    | Puntarenas    | 3     |
| 21°  | Anthony Rosales      | Santa Rosa    | 3     |
| 21°  | Berny Solórzano      | COFUTPA       | 3     |
| 21°  | Carlos González      | Golfito       | 3     |
| 21°  | Carlos Ochoa         | Liberia       | 3     |
| 21°  | David Vega           | Santa Ana     | 3     |
| 21°  | Emmanuel Vargas      | Santa Ana     | 3     |
| 21°  | Jefferson Borbón     | Uruguay       | 3     |
| 21°  | Joshua Parra         | Carmelita     | 3     |
| 21°  | Justin Roque         | Puntarenas    | 3     |
| 21°  | Kirth McLean         | COFUTPA       | 3     |
| 21°  | Lenín Montano        | Santa Rosa    | 3     |
| 21°  | Raúl Leguías         | Santa Rosa    | 3     |
| 21°  | Richard Castañeda    | Escazuceña    | 3     |
| 21°  | Roger Jiménez        | San Ramón     | 3     |
| 40°  | Anderson Andrade     | Barrio México | 2     |
| 40°  | Armando Rodríguez    | San Ramón     | 2     |
| 40°  | Chamil Dupuy         | Consultants   | 2     |
| 40°  | Cristian Carrillo    | Rosario       | 2     |
| 40°  | Cristopher Solano    | Rosario       | 2     |
| 40°  | Daniel Alvarado      | Turrialba     | 2     |
| 40°  | Denilson Montoya     | Santa Ana     | 2     |
| 40°  | Diego Díaz           | Uruguay       | 2     |
| 40°  | Eduardo Matamoros    | Barrio México | 2     |
| 40°  | Felipe Chin          | Guanacasteca  | 2     |
| 40°  | Felipe Núñez         | Curridabat    | 2     |
| 40°  | Jeffry Montenegro    | Escazuceña    | 2     |
| 40°  | Jehudy Pizarro       | Garabito      | 2     |
| 40°  | Jesús Vargas         | San Ramón     | 2     |
| 40°  | José Daniel Pérez    | San Ramón     | 2     |
| 40°  | Joshua Munguía       | Escazuceña    | 2     |
| 40°  | Juan Diego Ruiz      | Garabito      | 2     |
| 40°  | Kennedy Rocha        | Barrio México | 2     |
| 40°  | Kevin Villalobos     | San Ramón     | 2     |
| 40°  | Luis Carlos Fallas   | Carmelita     | 2     |
| 40°  | Luis Miguel Smith    | Turrialba     | 2     |
| 40°  | Marcos Gutiérrez     | Puntarenas    | 2     |
| 40°  | Miguel Marín         | Sporting      | 2     |
| 40°  | Óscar Zúñiga         | Santa Ana     | 2     |
| 40°  | Pablo Ortega         | Curridabat    | 2     |
| 40°  | Rafael Gamboa        | Santa Ana     | 2     |
| 40°  | Ronny Quesada        | Santa Ana     | 2     |
| 40°  | Yonder Pizarro       | Golfito       | 2     |
| 40°  | Yosimar Arias        | Guanacasteca  | 2     |
| 69°  | Alexander Leal       | Santa Rosa    | 1     |
| 69°  | Alexander Monge      | Uruguay       | 1     |
| 69°  | Andrés Cruz          | Garabito      | 1     |
| 69°  | Andrés Juárez        | Escazuceña    | 1     |
| 69°  | Andrés Montalbán     | Consultants   | 1     |
| 69°  | Ariel Contreras      | Puntarenas    | 1     |
| 69°  | Arnold Baltodano     | Liberia       | 1     |
| 69°  | Axel Chavarría       | Santa Ana     | 1     |
| 69°  | Beltrán Rodríguez    | San Ramón     | 1     |
| 69°  | Bryan Abarca         | Curridabat    | 1     |
| 69°  | Bryan Solórzano      | COFUTPA       | 1     |
| 69°  | Carlos Umaña         | Sporting      | 1     |
| 69°  | César Segura         | Garabito      | 1     |
| 69°  | Daniel Fernández     | Escazuceña    | 1     |
| 69°  | Daniel Vargas        | Santa Rosa    | 1     |
| 69°  | Darío Coronado       | Santa Rosa    | 1     |
| 69°  | Darryn Rojas         | Curridabat    | 1     |
| 69°  | David Herrera        | Carmelita     | 1     |
| 69°  | Diego Brenes         | Puntarenas    | 1     |
| 69°  | Erick Barahona       | Sporting      | 1     |
| 69°  | Esteban Muñoz        | Turrialba     | 1     |
| 69°  | Estiben Ramos        | Curridabat    | 1     |
| 69°  | Fabricio Venegas     | Curridabat    | 1     |
| 69°  | Francisco Wallace    | Uruguay       | 1     |
| 69°  | Froylán Alfaro       | Puntarenas    | 1     |
| 69°  | Gerald Contreras     | Liberia       | 1     |
| 69°  | Guillermo Villalobos | Santa Ana     | 1     |
| 69°  | Harley Pérez         | Garabito      | 1     |
| 69°  | Hansell Arauz        | Golfito       | 1     |
| 69°  | Ignacio Salomón      | Carmelita     | 1     |
| 69°  | Isaac Garro          | Consultants   | 1     |
| 69°  | Ismael Gómez         | Santa Rosa    | 1     |
| 69°  | Javier Rosales       | Santa Rosa    | 1     |
| 69°  | Jean Carlos Díaz     | Barrio México | 1     |
| 69°  | Jeisson Peña         | Puntarenas    | 1     |
| 69°  | John Sandí           | Puntarenas    | 1     |
| 69°  | Jonathan Zárate      | COFUTPA       | 1     |
| 69°  | Jordy Urbina         | Consultants   | 1     |
| 69°  | Jorge Calvo          | Guanacasteca  | 1     |
| 69°  | Jorge Davies         | Golfito       | 1     |
| 69°  | Jorge Hidalgo        | Carmelita     | 1     |
| 69°  | José Alvarado        | Rosario       | 1     |
| 69°  | José Martínez        | Guanacasteca  | 1     |
| 69°  | José Tello           | Consultants   | 1     |
| 69°  | José Quirós          | Escazuceña    | 1     |
| 69°  | Joshua Ulate         | Rosario       | 1     |
| 69°  | Josué Quedo          | Carmelita     | 1     |
| 69°  | Kenneth Dixon        | Curridabat    | 1     |
| 69°  | Kevin Aguilar        | Curridabat    | 1     |
| 69°  | Kevin Pereira        | Turrialba     | 1     |
| 69°  | Kishner López        | Escazuceña    | 1     |
| 69°  | Kliver Gómez         | Puntarenas    | 1     |
| 69°  | Krisler Villalobos   | Golfito       | 1     |
| 69°  | Luis Cervantes       | Guanacasteca  | 1     |
| 69°  | Luis Rodríguez       | Liberia       | 1     |
| 69°  | Marco Chaves         | Santa Ana     | 1     |
| 69°  | Marco Gutiérrez      | Puntarenas    | 1     |
| 69°  | Mauricio Salas       | Turrialba     | 1     |
| 69°  | Michael Arias        | Sporting      | 1     |
| 69°  | Nelson Chaves        | COFUTPA       | 1     |
| 69°  | Nendaly Mendoza      | Rosario       | 1     |
| 69°  | Óscar Viales         | Liberia       | 1     |
| 69°  | Pablo Sancho         | San Ramón     | 1     |
| 69°  | Pablo Zúñiga         | Carmelita     | 1     |
| 69°  | Reggy Rivera         | San Ramón     | 1     |
| 69°  | Rodrigo Apestegui    | Santa Ana     | 1     |
| 69°  | Ronald León          | Turrialba     | 1     |
| 69°  | Ronaldo Morales      | Curridabat    | 1     |
| 69°  | Ronny Díaz           | Barrio México | 1     |
| 69°  | Royner Bonilla       | Uruguay       | 1     |
| 69°  | Sebastián Medina     | Consultants   | 1     |
| 69°  | Sergio Carmona       | Turrialba     | 1     |
| 69°  | Tomás Fonseca        | Carmelita     | 1     |
| 69°  | William Ocampo       | Uruguay       | 1     |
| 69°  | Yemori Castro        | Curridabat    | 1     |

#### Tripletes o más
Jugadores que marcaron tres o más goles en un solo partido.
| Fecha         | Jugador            | Goles         | Local         |  | Resultado |  | Visitante     | Jornada |
| ------------- | ------------------ | ------------- | ------------- |  | --------- |  | ------------- | ------- |
| 19 de enero   | Leonardo Adams     | 16', 44', 80' | Guanacasteca  |  | 3 - 3     |  | Barrio México | 2       |
| 26 de enero   | Fabrizio Ronchetti | 45', 78', 88' | Carmelita     |  | 3 - 2     |  | Santa Rosa    | 4       |
| 26 de enero   | Ariel Zapata       | 4', 10', 65'  | Consultants   |  | 3 - 2     |  | Santa Ana     | 4       |
| 15 de febrero | Bryan Jiménez      | 22', 27', 33' | Barrio México |  | 4 - 0     |  | Liberia       | 7       |

#### Autogoles
A continuación se detallan los autogoles marcados a lo largo de la temporada.
| Fecha         | Jugador         | Minuto | Local      |  | Resultado |  | Visitante | Jornada |
| ------------- | --------------- | ------ | ---------- |  | --------- |  | --------- | ------- |
| 19 de enero   | Juan Luis Pérez | 25'    | San Ramón  |  | 1 - 1     |  | Rosario   | 2       |
| 23 de enero   | Reggy Rivera    | 22'    | Puntarenas |  | 2 - 0     |  | San Ramón | 3       |
| 26 de enero   | Reggy Rivera    | 45+1'  | San Ramón  |  | 1 - 1     |  | Liberia   | 4       |
| 19 de febrero | Daniel Alvarado | 4'     | Turrialba  |  | 3 - 4     |  | Sporting  | 8       |
| 4 de marzo    | Diego Romero    | 61'    | Liberia    |  | 0 - 1     |  | COFUTPA   | 11      |
| 15 de marzo   | Brayner Gómez   | 12'    | Escazuceña |  | 2 - 0     |  | Golfito   | 13      |